# Copanello
Vous lisez un « bon article » labellisé en 2016.
Cet article concerne un hameau italien. Pour la commune dont il fait partie, voir Stalettì.
Copanello ou Copanello de Stalettì est une frazione (un hameau, en Italie) de la commune de Stalettì dans la province de Catanzaro. C'est une localité balnéaire de la côte de la mer Ionienne surnommée la perla dello Jonio catanzarese, c'est-à-dire la perle de la mer Ionienne de Catanzaro. Elle est délimitée au nord par le fleuve Alessi et au sud par le torrent Lamia. Copanello est elle-même divisée en deux hameaux : Copanello Alto et Copanello Lido.
Au VIe siècle, Copanello fait partie des terres que possède l'homme politique et écrivain latin Cassiodore (485-580). Celui-ci y fait construire le monastère de Vivarium (aujourd'hui à Copanello Alto) vers 555 ainsi que la Chapelle San Martino. Sous le nom de Coscia, elle est une dépendance de la ville de Squillace jusqu'au début du XIXe siècle quand elle est englobée par la commune de Stalettì.
Du XVIIe siècle au XIXe siècle, Copanello appartient à la famille Pepe avant de devenir propriété de divers patriotes italiens (Guglielmo Pepe, Enrico Cosenz, Damiano Assanti, Francesco Carrano, Girolamo Calà Ulloa et Camillo Boldoni) qui la vendent au baron Scoppa. Le territoire de Copanello Lido hérite ensuite à la famille Lucifero dont le dernier propriétaire est Francesco Lucifero tandis que celui de Copanello Alto est vendu à Achille Fazzari puis à la famille Falcone et enfin à la famille Gatti.
La première maison de Copanello Lido est construite en 1954, puis le village de vacances Villagio Guglielmo est inauguré en 1969.
En 1957, Giovanni Gatti ouvre le Motel Copanello à Copanello Alto. À partir du milieu des années 1960, plusieurs personnalités séjournent à Copanello telles que Frank Sinatra, Renato Rascel, Totò, Bobby Solo, Rita Pavone, Gloria Gaynor, Gino Paoli, Raf Vallone et Peppino di Capri.

## Toponymie
Jusqu'au milieu du XIXe siècle, l'ouest du territoire de Copanello Lido était occupée par les terres du Casino Pepe tandis que celui de Copanello Alto et du littoral de Copanello Lido portait le nom de La Coscia (en raison de la proximité du massif montagneux de la Coscia de Stalettì au pied duquel se trouvait Copanello Lido et sur lequel était construit Copanello Alto). Le territoire de Coscia se situe à l'époque dans la Marina de Squillace. Le nom de Copanello n'apparait ainsi qu'à partir du début du XXe siècle en remplaçant celui de La Coscia,,,.

## Géographie

### Localisation

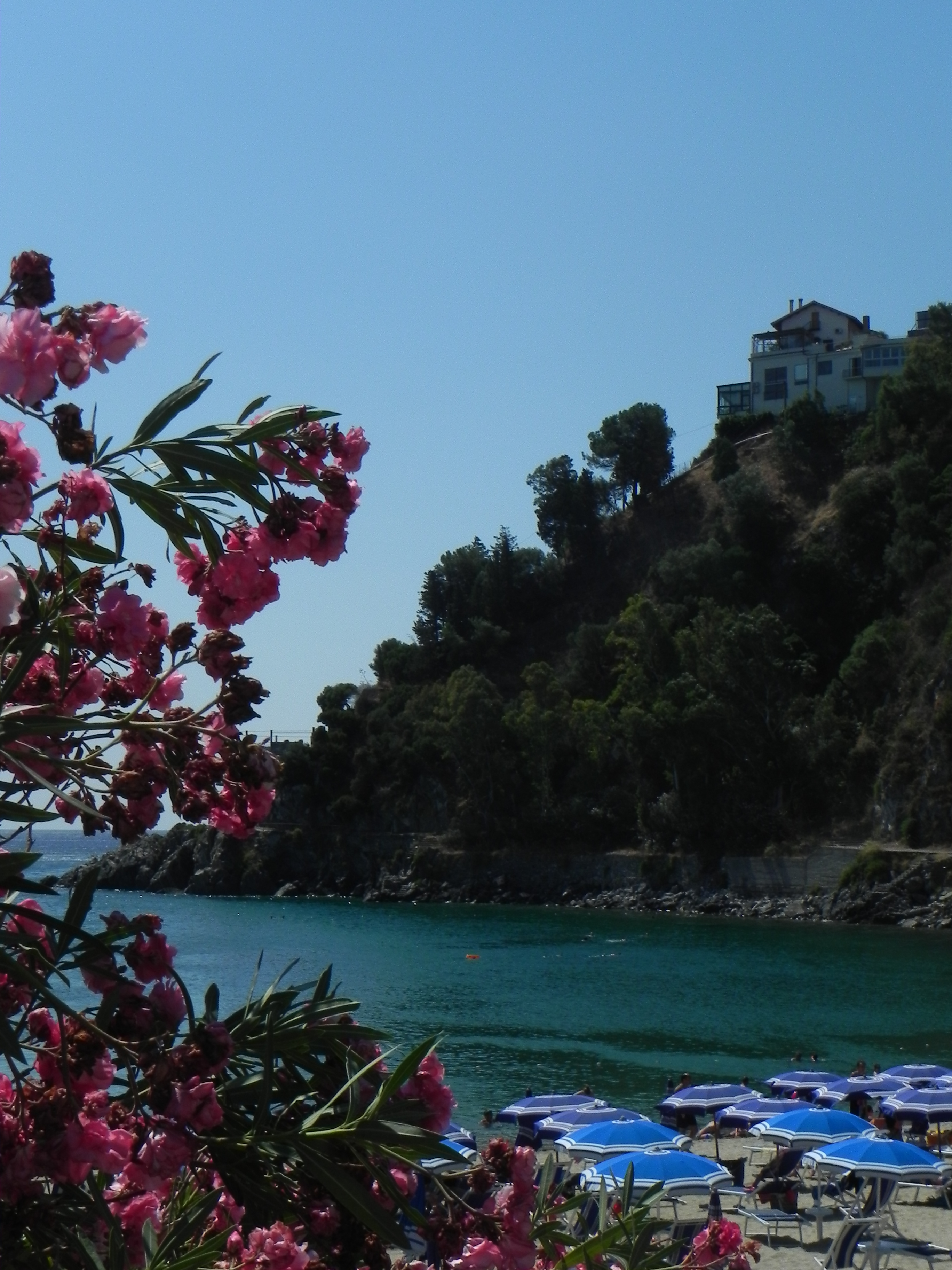
La Coscia de Stalettì.

Copanello se trouve à l'extrémité est de l'isthme de Catanzaro, au centre du golfe de Squillace dans la partie appelée Costa dei Aranci (côte des Oranges) ou Costa dei Saraceni (côte des Sarrasins). La limite septentrionale de la localité avec Squillace Lido (frazione de la commune de Squillace) est le fleuve Alessi dont l'embouchure se situe aux environs de l'Hôtel Club Poséidon, à Copanello Lido. La limite méridionale de Copanello avec Santa Maria del Mare (frazione de la commune de Stalettì) est le torrent Lamia. Au sud-ouest, elle confine le bourg de Staletti tandis qu'à l'ouest, elle borde la commune de Squillace,.
Copanello Lido se situe sur le littoral du golfe de Squillace, presque au même niveau que la mer, et aux pieds de la Coscia di Stalettì ou Coscia de Squillace (montagne calabraise aussi nommée Mons Moscius à l'époque de Cassiodore et plus tard Coscia della baronessa), tandis que Copanello Alto se situe sur la Coscia di Stalettì et surplombe le golfe de Squillace à une centaine de mètres au-dessus du niveau de la mer,,.

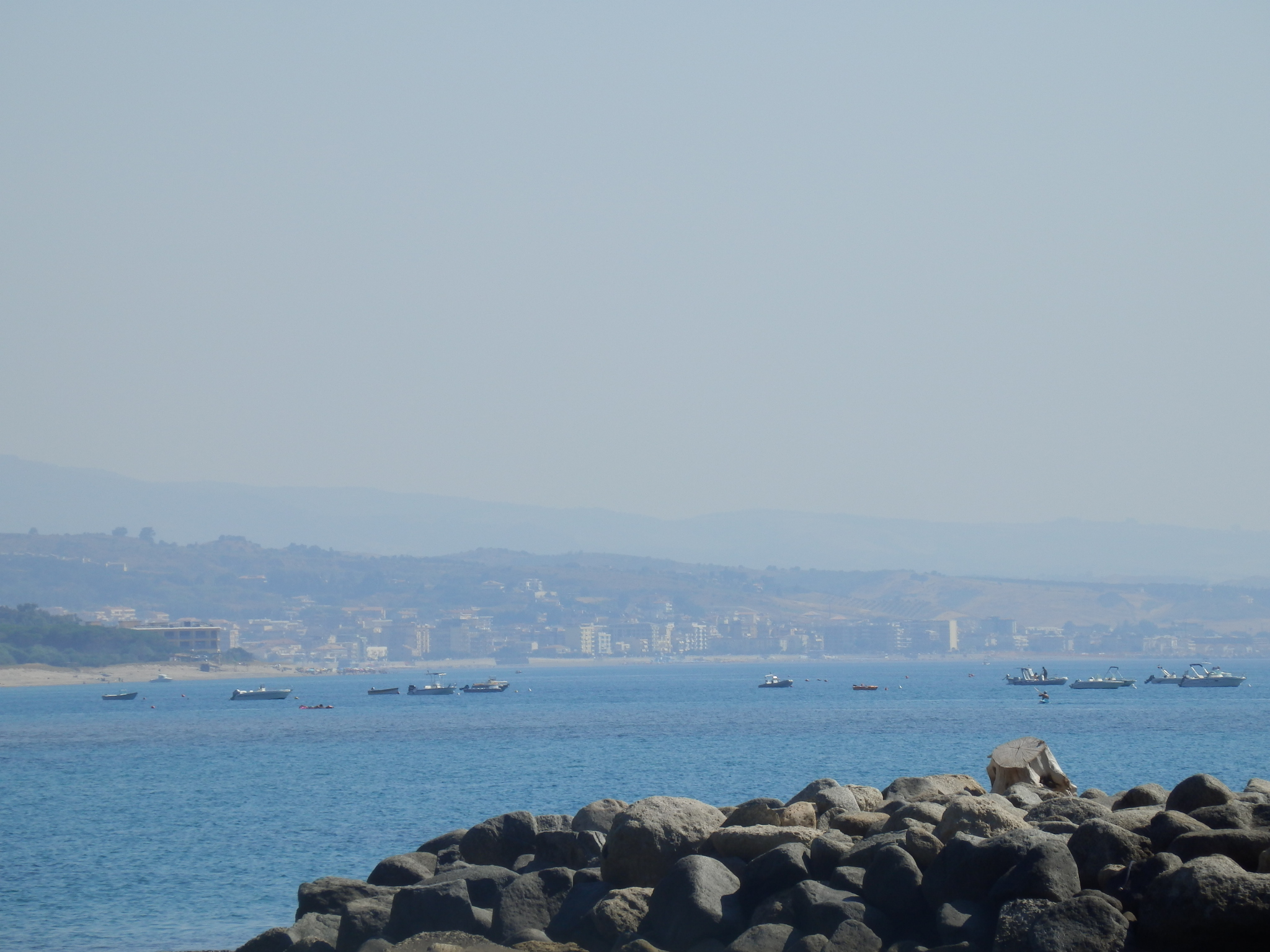
Vue de Catanzaro Lido depuis la plage de Copanello Lido.
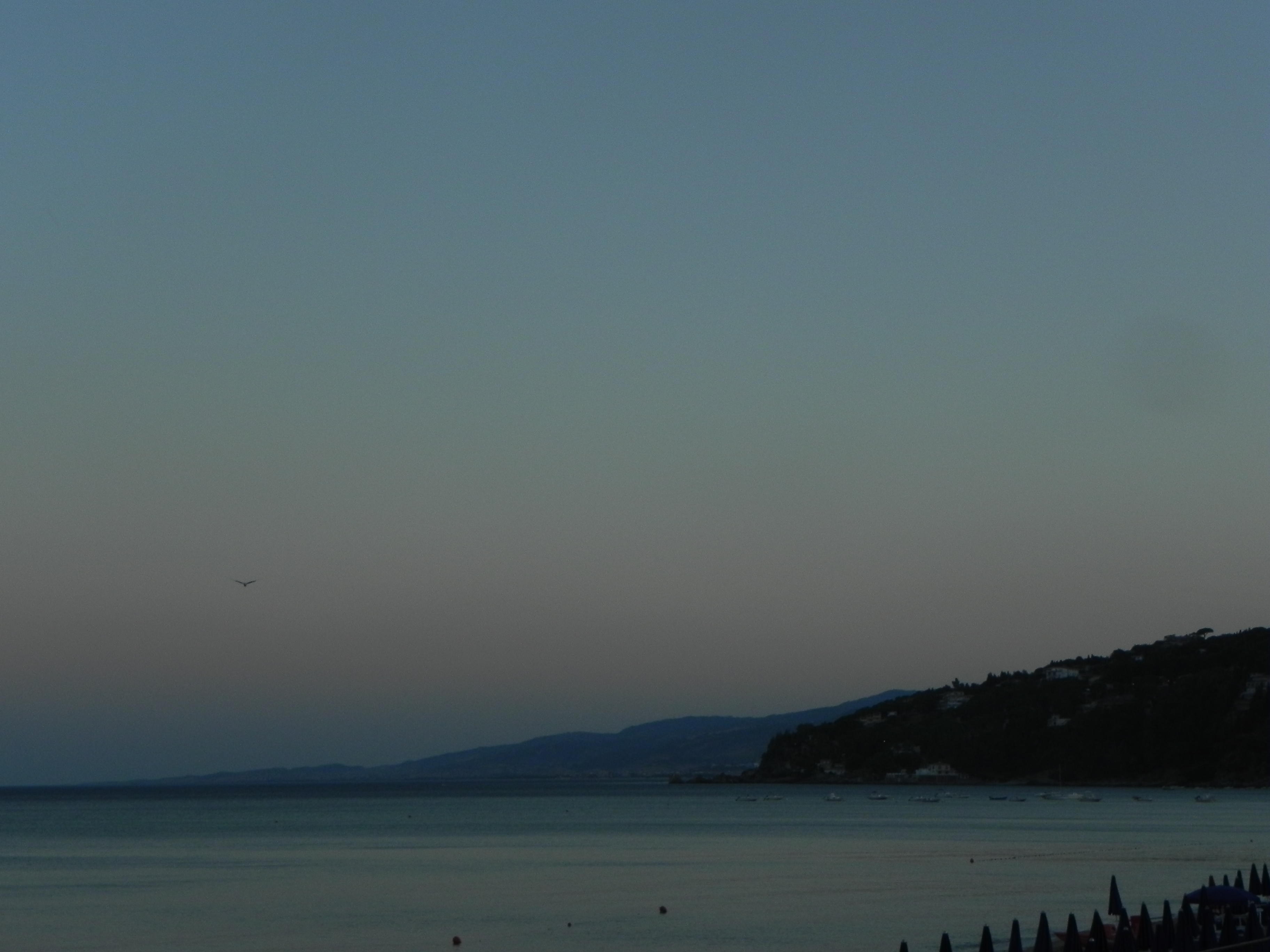
Panorama jusqu'à Punta Stilo avec Copanello au premier plan.

### Hydrographie

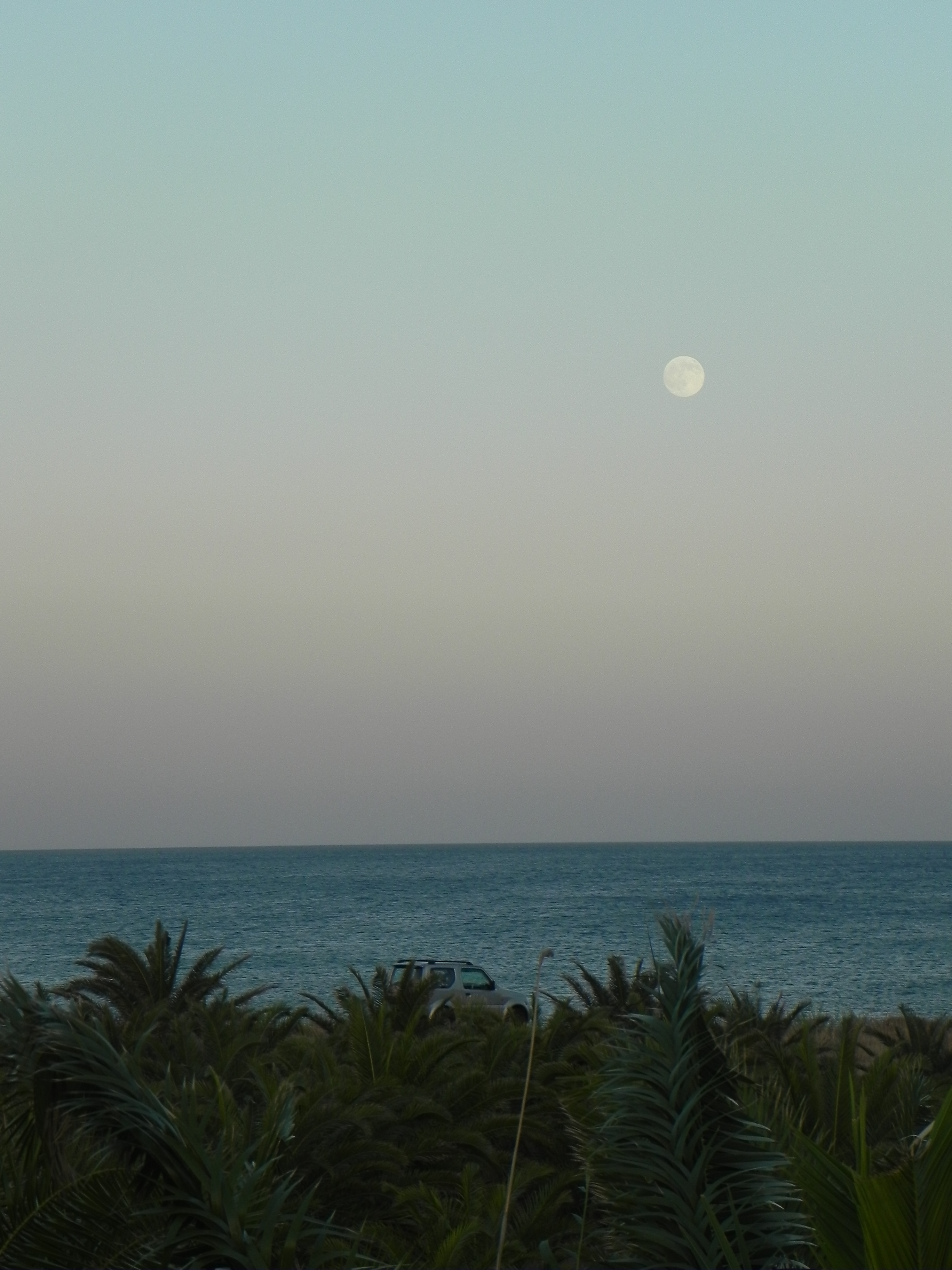
Vue de la palmeraie à proximité de l'embouchure de l'Alessi.

Le fleuve Alessi (appelé Amnis Pellena au VIe siècle) est un cours d'eau naissant au centre de l'isthme de Catanzaro, sur le territoire de la commune de Girifalco, aux pieds du mont Covello qui fait partie des Serres calabraises. Il s'écoule ensuite dans la commune de Vallefiorita puis vers la vieille ville de Squillace dont il contourne le promontoire avant de s'unir, au sud de la ville, au Ghetterello. Le torrent traverse alors le nord de la commune de Stalettì avant de se jeter dans la mer Ionienne au niveau du golfe de Squillace. Son embouchure sert de frontière entre la frazione de Copanello, dans la commune de Stalettì, et la frazione de Squillace Lido, dans la commune de Squillace. C'est en ces lieux qu'Ulysse aurait rencontré Nausicaa lors de son périple au pays des Phéaciens. Le torrent Alessi parcourt au total 18 kilomètres de sa source à son embouchure,,.

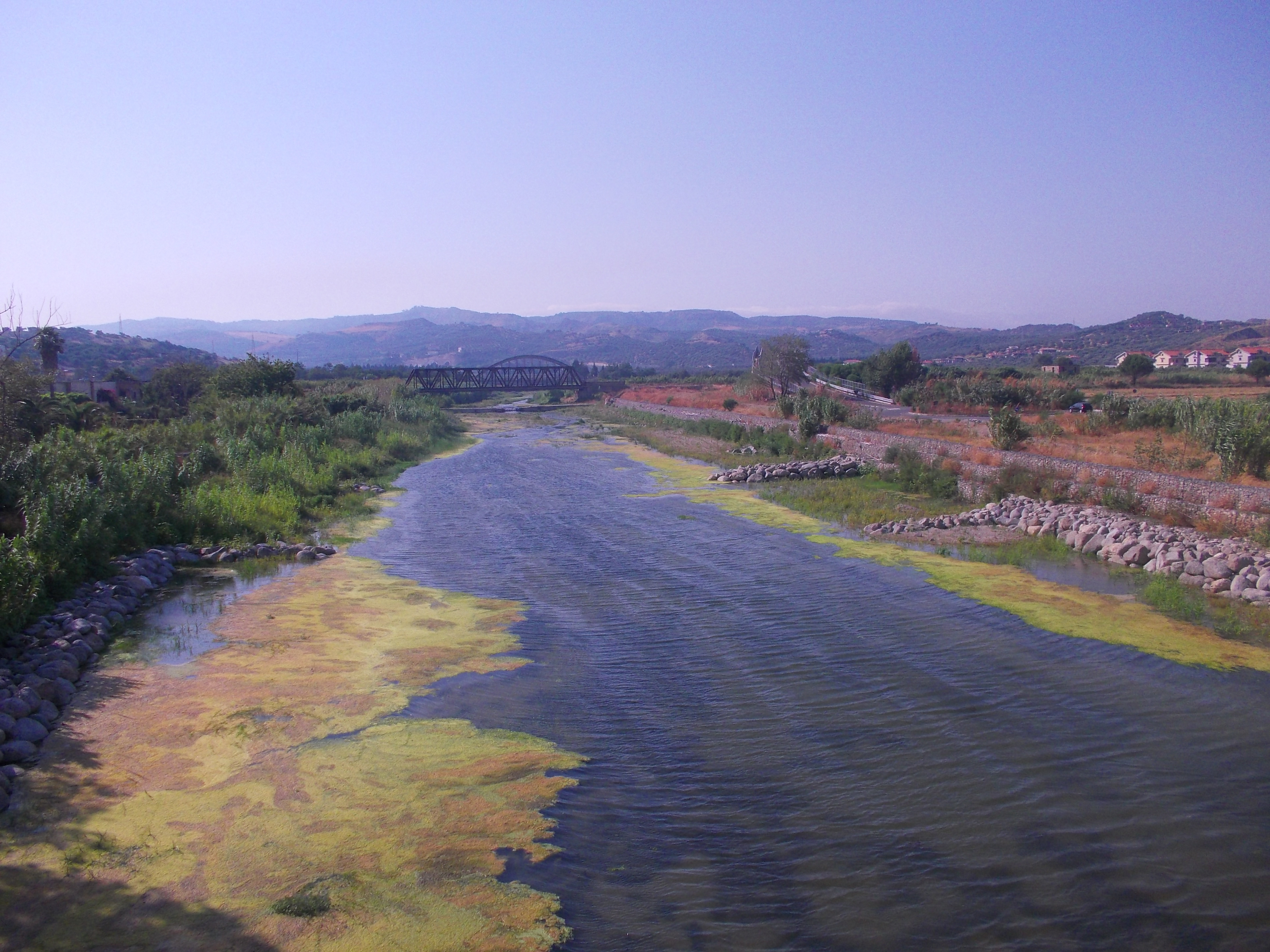
L’Alessi à Copanello.
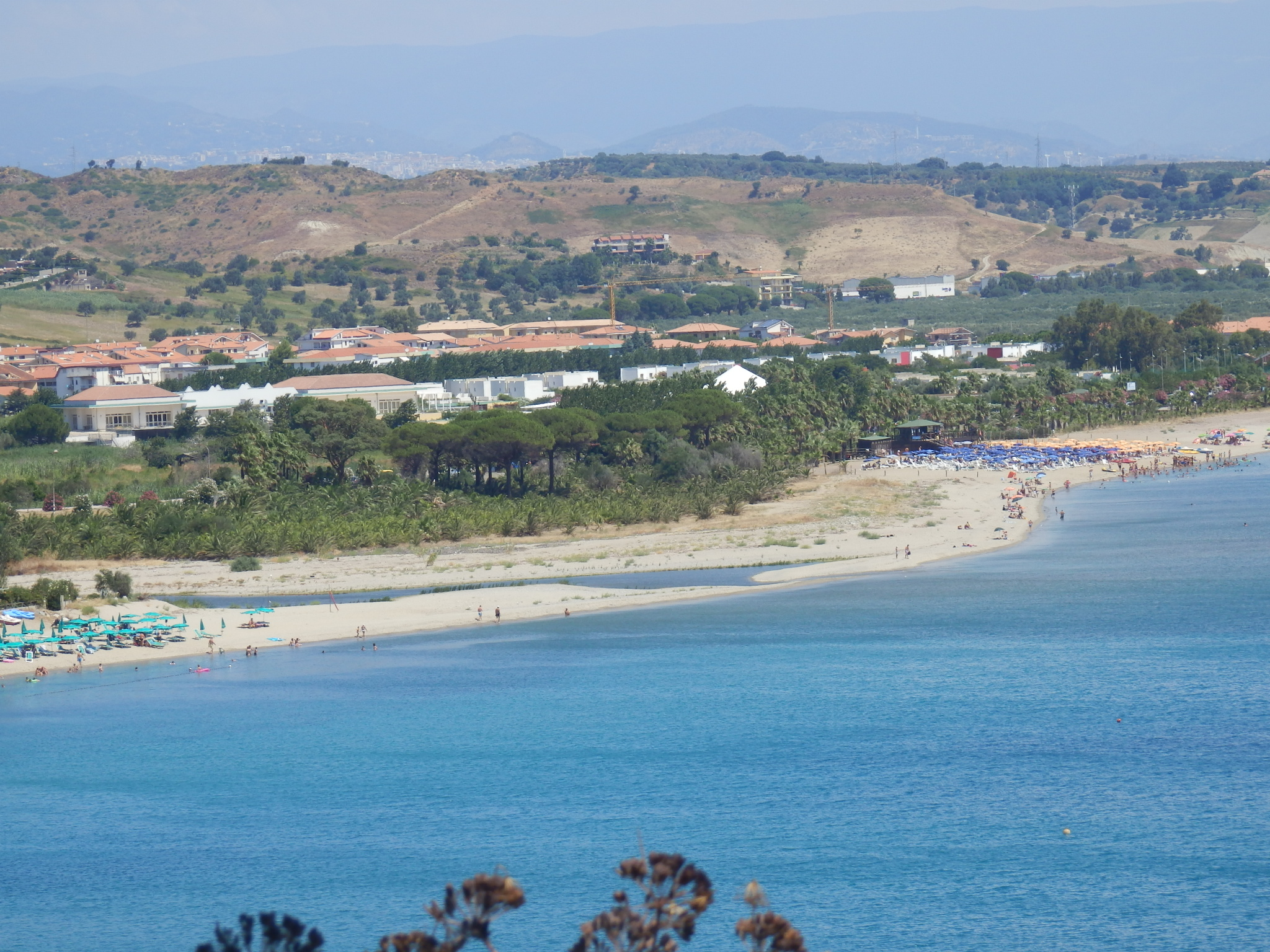
L'embouchure de l’Alessi.
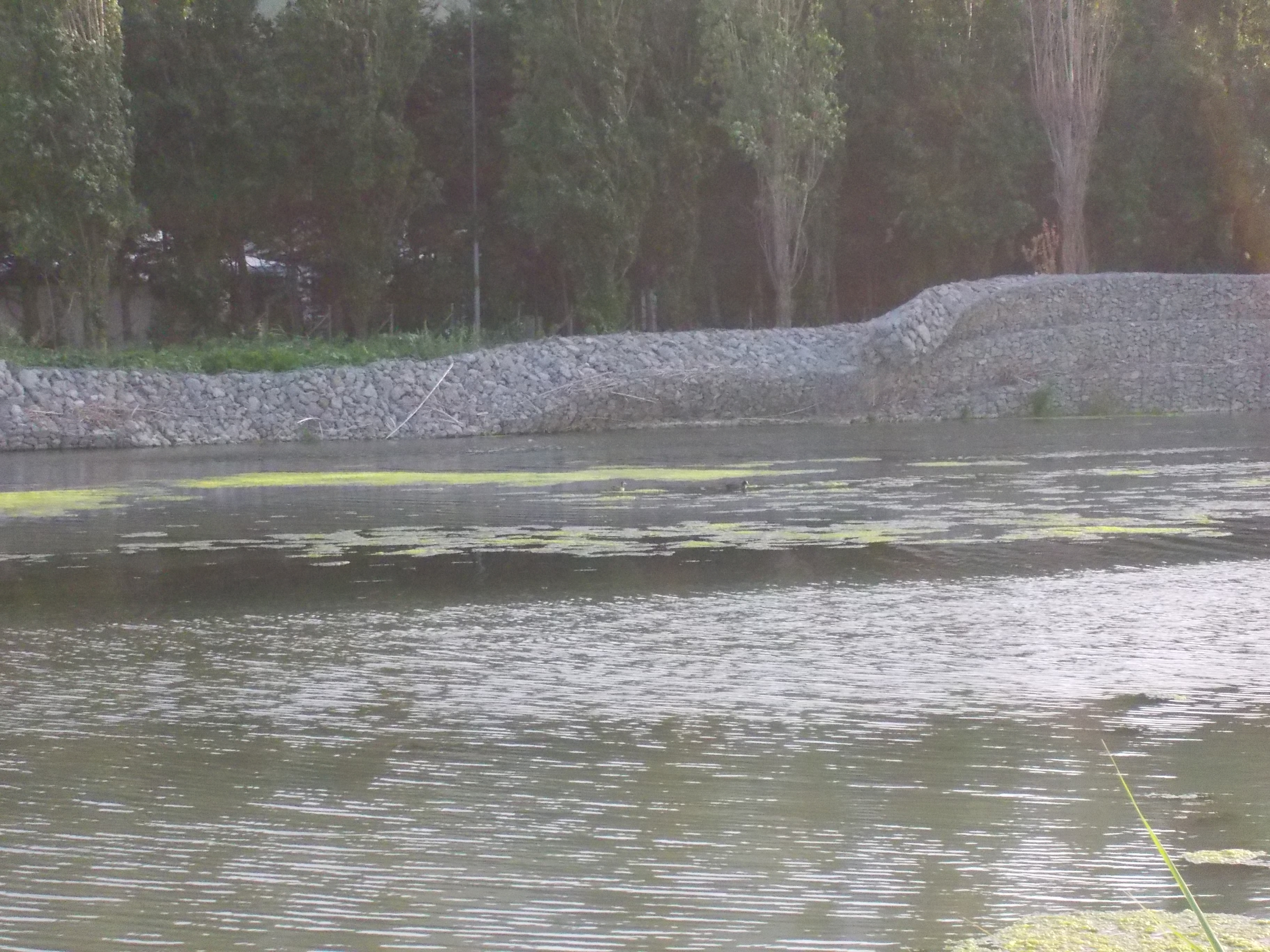
Le torrent à proximité de l'embouchure à Copanello.
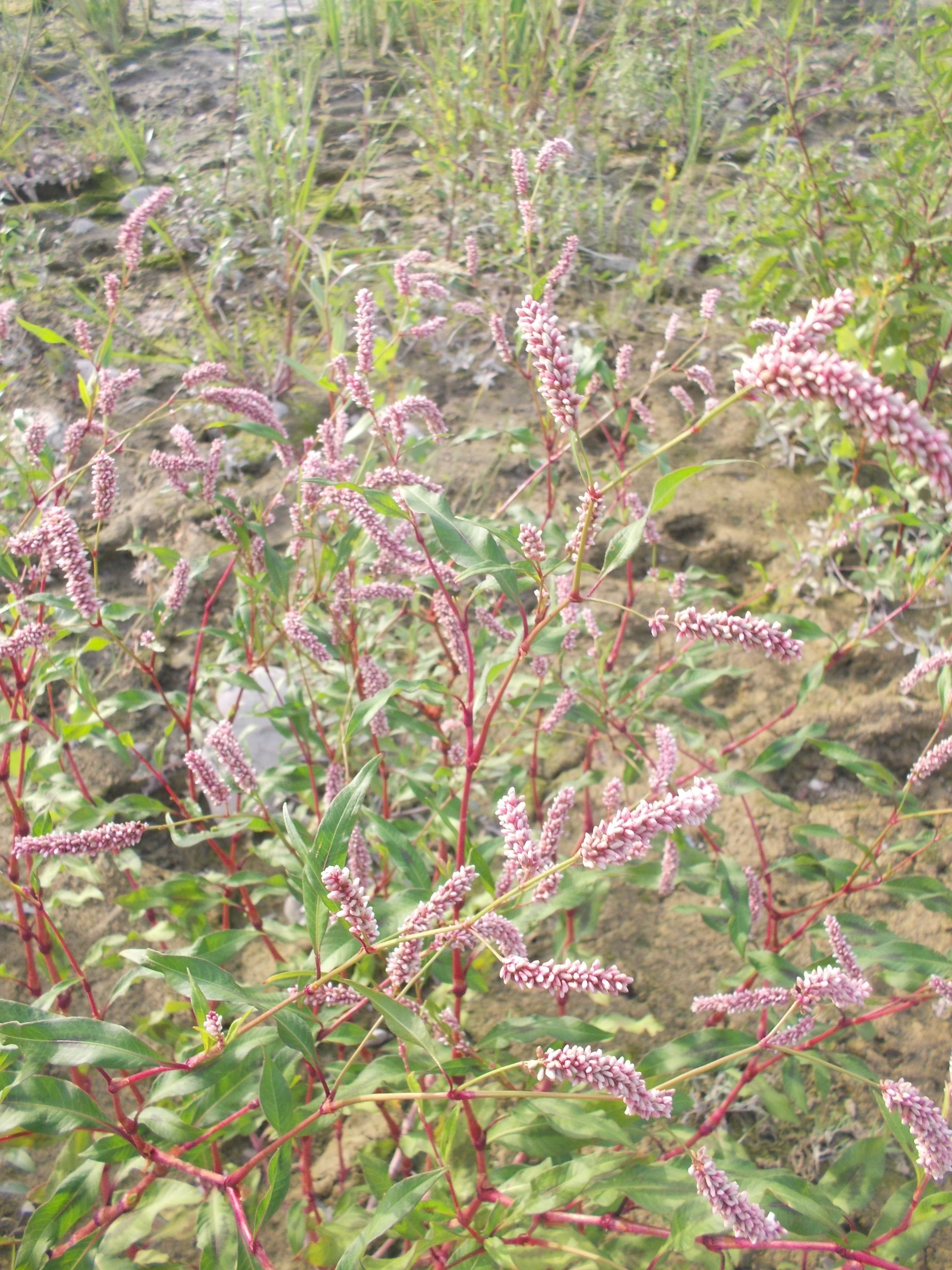
Des persicaires sur les rives de l’Alessi.

Outre le fleuve Alessi, deux autres torrents parcourent le territoire de Copanello Lido. Ce sont le Fosso della Coscia (affluent de l’Alessi qui passe entre le Villagio Guglielmo et les ateliers de torréfaction Guglielmo Caffè) et le Fosso Gullà (affluent de l’Alessi qui passe au nord du Casino Pepe). Le Fosso della Coscia prend sa source au nord du bourg de Stalettì alors que le Fosso Gullà naît dans la zone située entre le Casino Pepe et le bourg de Stalettì.

### Climat
| Mois                              | jan. | fév. | mars | avril | mai  | juin | jui. | août | sep. | oct. | nov. | déc. | année |
| --------------------------------- | ---- | ---- | ---- | ----- | ---- | ---- | ---- | ---- | ---- | ---- | ---- | ---- | ----- |
| Température minimale moyenne (°C) | 1,5  | 2    | 3,1  | 7     | 10,4 | 13,8 | 18,4 | 18,8 | 15,8 | 11,9 | 6,8  | 3,8  | 1,5   |
| Température moyenne (°C)          | 10,8 | 11,2 | 12,8 | 15,7  | 19,6 | 24,2 | 27,3 | 27,5 | 24,5 | 20,1 | 16   | 12,5 | 18,5  |
| Température maximale moyenne (°C) | 18,2 | 20   | 21,9 | 24    | 29,8 | 35,8 | 38   | 37,8 | 33,6 | 29,8 | 24,5 | 19,6 | 38    |
| Ensoleillement (MJ/m²)            | 7,6  | 11   | 14,8 | 18,6  | 22,2 | 24,1 | 23,9 | 21   | 16,5 | 12,4 | 8,4  | 6,8  | 5 708 |

| Diagramme climatique                                  |       |           |       |            |            |          |            |            |            |           |           |
| J                                                     | F     | M         | A     | M          | J          | J        | A          | S          | O          | N         | D         |
| 18,21,580                                             | 20280 | 21,93,180 | 24780 | 29,810,480 | 35,813,880 | 3818,480 | 37,818,880 | 33,615,880 | 29,811,980 | 24,56,880 | 19,63,880 |
| Moyennes : • Temp. maxi et mini °C • Précipitation mm |       |           |       |            |            |          |            |            |            |           |           |

### Risques d'incendies
Les incendies sont assez fréquents dans la zone de la Coscia de Staletti située entre Copanello et le bourg de Staletti.
En 2009, dans la zone de la Coscia de Staletti située entre Copanello Lido et Staletti, se propage un incendie menaçant certaines habitations mais le feu est éteint par le corps national des sapeurs pompiers.
En juillet 2012, la pinède de Copanello Lido, qui correspond approximativement à la partie basse à l'ouest de la Coscia de Staletti, prend feu. S'ensuit une enquête qui accrédite la piste d'un incendie volontaire.

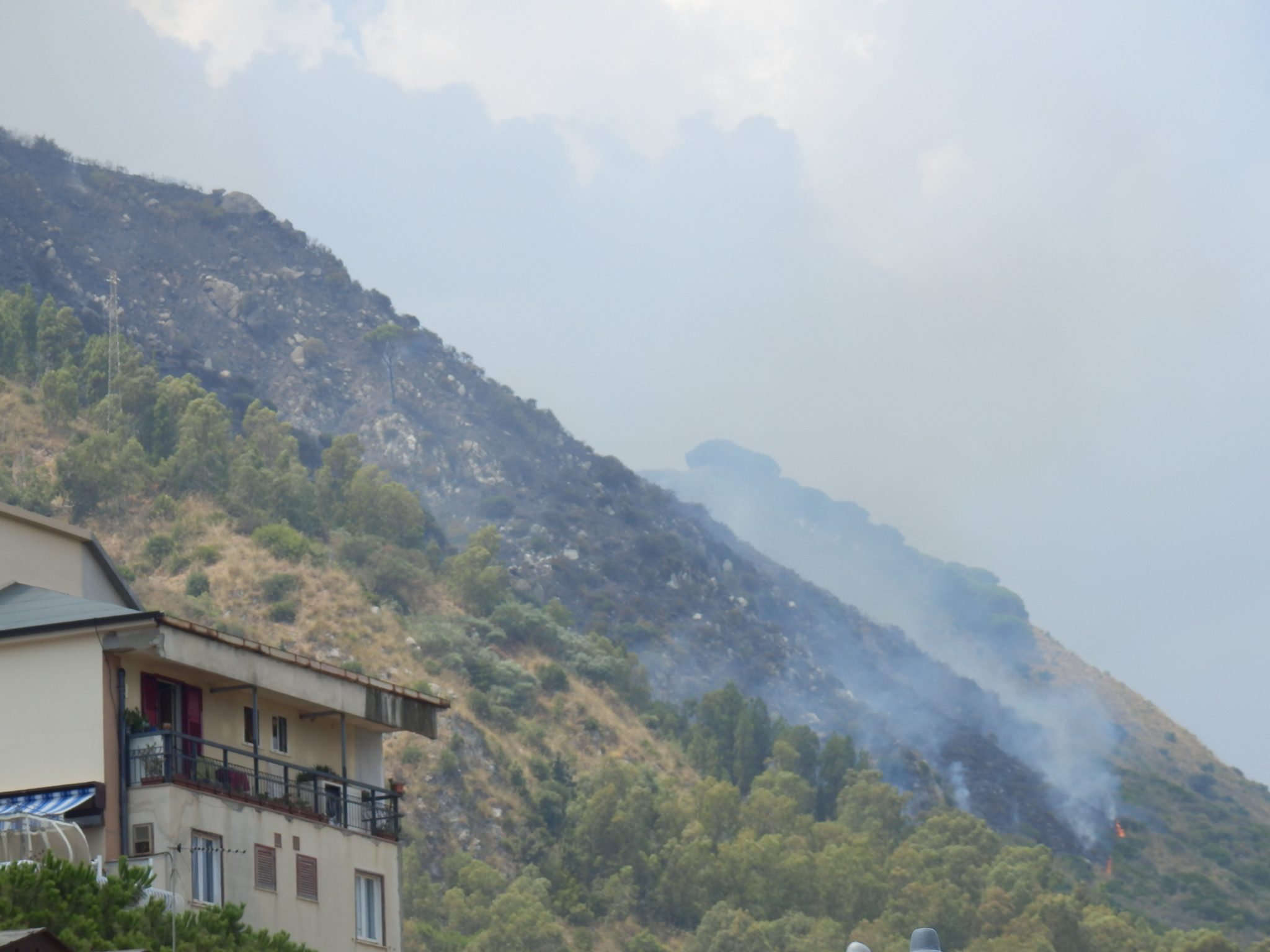
Incendie à Copanello Lido le 23 juillet 2015.
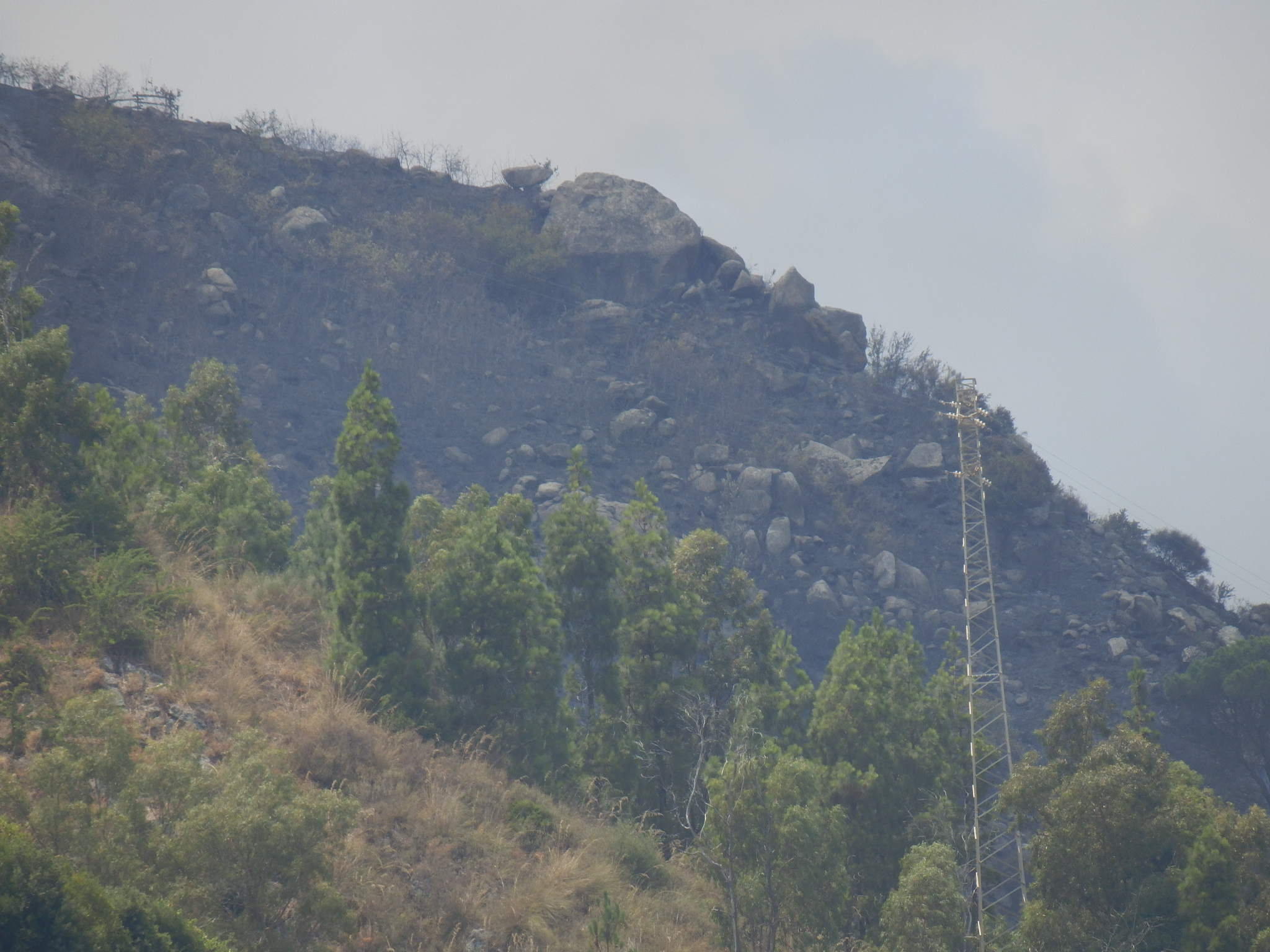
Partie brûlée de la Coscia de Staletti.

### Urbanisme

#### Copanello Alto
On peut accéder à Copanello Alto par la route nationale 106 Jonica (la SS 106 Jonica) qui traverse la frazione avec Copanello Lido (en passant dans ce cas sous la Galleria de Staletti) au nord et Santa Maria del Mare, puis Caminia au sud. L'autre voie d'accès possible est la route menant du bourg de Staletti au nord de Copanello Alto, la Strada Provinciale 52 (Route Provinciale 52), et qui longe les frazione voisines de Torre Elena et de Lucerta.
À l'ouest de Copanello Alto, presque au sommet de la Coscia de Stalettì, se trouvait une autre frazione aujourd'hui englobée dans celle de Copanello, la Contrada di San Martino, nommée ainsi en raison de la proximité de la Chapelle San Martino, construite par Cassiodore, bien que celle-ci ne soit pas directement située dans la contrada. En effet, la Chapelle San Martino est située dans la localité nommée Lopilato, dans la partie est de Copanello Alto, presque aux pieds de la Coscia de Stalettì.

#### Copanello Lido

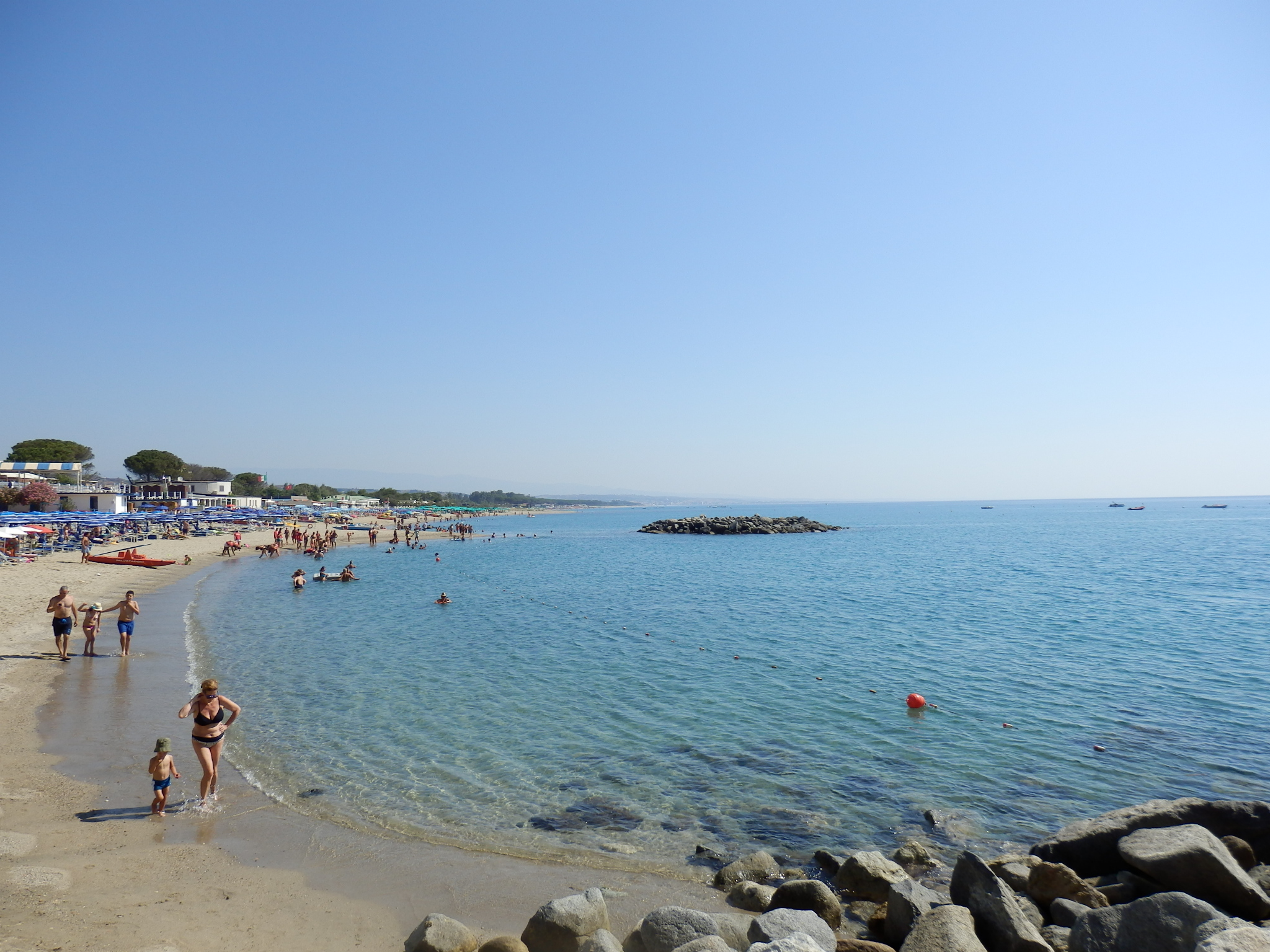
La plage de Copanello Lido.

L'accès à la frazione de Copanello Lido est possible par deux routes. La première est une sortie de la route européenne 90 qui, au niveau de la frazione, passe sous un ancien chemin de fer et débouche sur la piazza Antonio Susanna dans la partie sud de Copanello. À partir de la piazza Susanna naissent trois rues parallèles qui montent en ligne droite vers le nord en formant le centre du hameau. Ces trois rues sont (de l'ouest vers l'est) : la via Lucifero, la via Cassiodoro et la via Lido qui longe la plage. Après 200 mètres, la via Lucifero et la via Lido s’arrêtent en laissant place au nouveau quartier résidentiel construit à partir des années 1990,.
La deuxième route d'accès à Copanello se trouve au nord de la frazione, dans la continuité de la via Cassiodoro. Elle passe sur un pont au-dessus du torrent Alessi, peu avant son embouchure, et arrive dans la commune de Squillace d'où il est possible d'emprunter la route nationale 106, Jonica.
L'altitude moyenne de Copanello Lido est de 9 mètres.

#### Criminalité
Le 13 juin 2014, à 1h30 du matin, une bombe explose devant l'entrée du restaurant du Villagio Guglielmo, sur la Piazza Susanna. Celle-ci est fabriquée artisanalement avec de la poudre à canon et une mèche. Bien que l'explosion ne fît aucun blessé car les 300 touristes russes y dînant étaient partis quelques heures plus tôt, elle causa de nombreux dommages matériels à la façade du restaurant (le rideau de fer, les fenêtres et les lampadaires furent détruits).
Cette explosion s'inscrit dans une suite d'actes d'intimidations mafieuses envers Daniele Rossi et Matteo Tubertini, co-présidents du Guglielmo Caffè et propriétaires du Villagio Guglielmo. Ainsi, deux camions de la société avait été incendié volontairement dans le parking de la torréfaction à l'ouest de Copanello en août 2012,.
Les Carabiniers de la ville voisine de Soverato sont initialement chargés de l'enquête avant que celle-ci ne soit transférée à la Direction des enquêtes antimafia de la province de Catanzaro. Parallèlement, Daniele Rossi engage un grand nombre d'ouvriers et le restaurant est totalement réparé en moins d'une matinée.
Les réactions à cet incident sont multiples principalement venant de personnalités politiques italiennes de centre-gauche (presque toutes affiliées au Parti démocrate) : Ernesto Magorno (député et maire de Diamante), Enzo Bruno (président de la province de Catanzaro depuis 2014), Wanda Ferro (présidente de la Province de Catanzaro de 2008 à 2014), Antonella Stasi (présidente de la région Calabre), Sergio Abramo (maire de Catanzaro), Agazio Loiero (ministre de 1999 à 2001, président de la région Calabre de 2005 à 2008, sénateur et député) et Mario Maiolo (vice-président de la Province de Cosenza).

## Histoire

### Mythologie

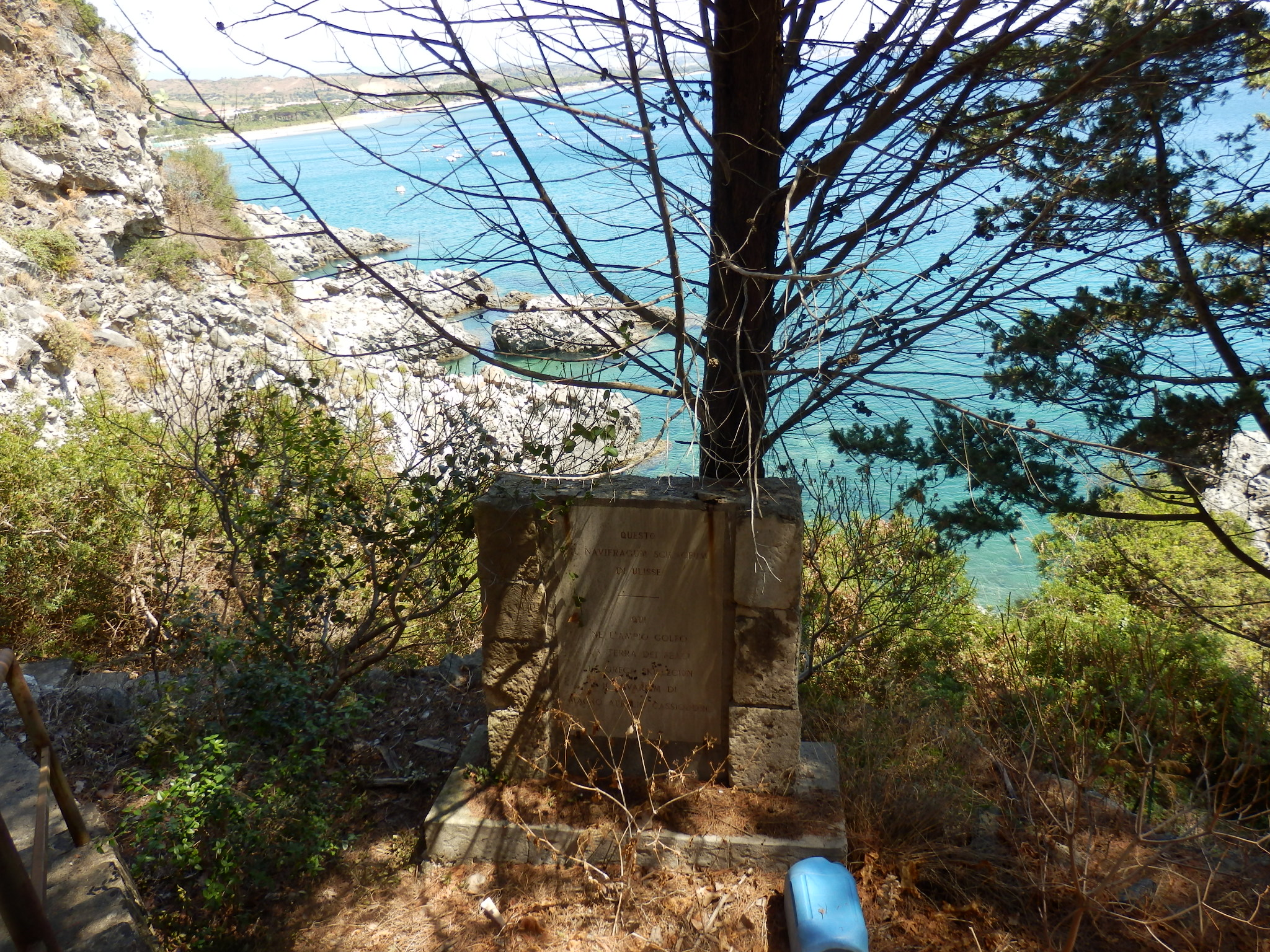
Stèle à Copanello Alto en honneur au naufrage d'Ulysse.

Un des premiers à avoir situé la terre des Phéaciens, la Schérie, aux alentours de Copanello est l'homme politique et écrivain latin Cassiodore (485-580). Il attribue ainsi la fondation de la cité de Squillace à Ulysse lors de son arrivée au pays des Phéaciens.
Il existe aussi une hypothèse, relayée par tradition orale et basée entre autres sur les récits de Cassiodore, qui fut reprise par Enzo Gatti dans son livre Odisseo publiée en 1975. Selon celui-ci, Ulysse aurait échoué dans le Golfe de Squillace, à l'embouchure du fleuve Alessi (embouchure servant aujourd'hui de frontière entre la frazione de Copanello Lido, dans la commune de Stalettì, et la frazione de Squillace Lido, dans la commune de Squillace). Là, il aurait rencontré Nausicaa qui l'aurait conduit à son père, le roi Alcinoos, qui aurait résidé, dans ce cas, au centre de l'isthme de Catanzaro, peut-être à Tiriolo où plus près de la côte de Copanello.
Cette tradition a laissé de nombreux souvenirs surtout dans la toponymie des lieux. Ainsi, la côte allant de Copanello à Catanzaro Lido est aujourd'hui, entre autres, appelée Rivière de Nausicaa. La frazione de Squillace Lido a quant à elle nommé la plupart de ses rues avec des noms provenant de l'Odyssée, telle que la Via dei Feaci, la Via Laerte, la Via Itaca, la Via Telemaco et le Lungomare Ulisse.
Une stèle commémorant le monastère de Vivarium de Cassiodore, le règne des Phéaciens et l'arrivée d'Ulysse est élevée à Copanello Alto, à proximité de Vasche de Cassiodoro.

### De la Préhistoire au Moyen-Âge

#### Copanello Alto
Il est possible que le territoire de Copanello Alto ait été habité à la préhistoire, comme en témoigne une statuette retrouvée au début du XXe siècle par des paysans de la baronne Elvira Marincola Cattaneo.
L'histoire de Copanello Alto dès l'antiquité est indissociable de celle de la cité grecque et romaine de Scolacium, puis de celle de la ville de Squillace. En effet, le premier à s'y installer fut l'homme politique et écrivain latin Cassiodore (né en 485 dans la cité voisine de Scolacium et mort en 580). Il fit construire le monastère de Vivarium et la Chapelle San Martino en l'an 555 ainsi que des viviers pour l'aquaculture (les Vasche di Cassiodoro, Vasche de Copanello ou plus simplement les Vasche). En effet, le territoire de Copanello Alto tout comme celui de Copanello Lido avait appartenu à la famille de Cassiodore.

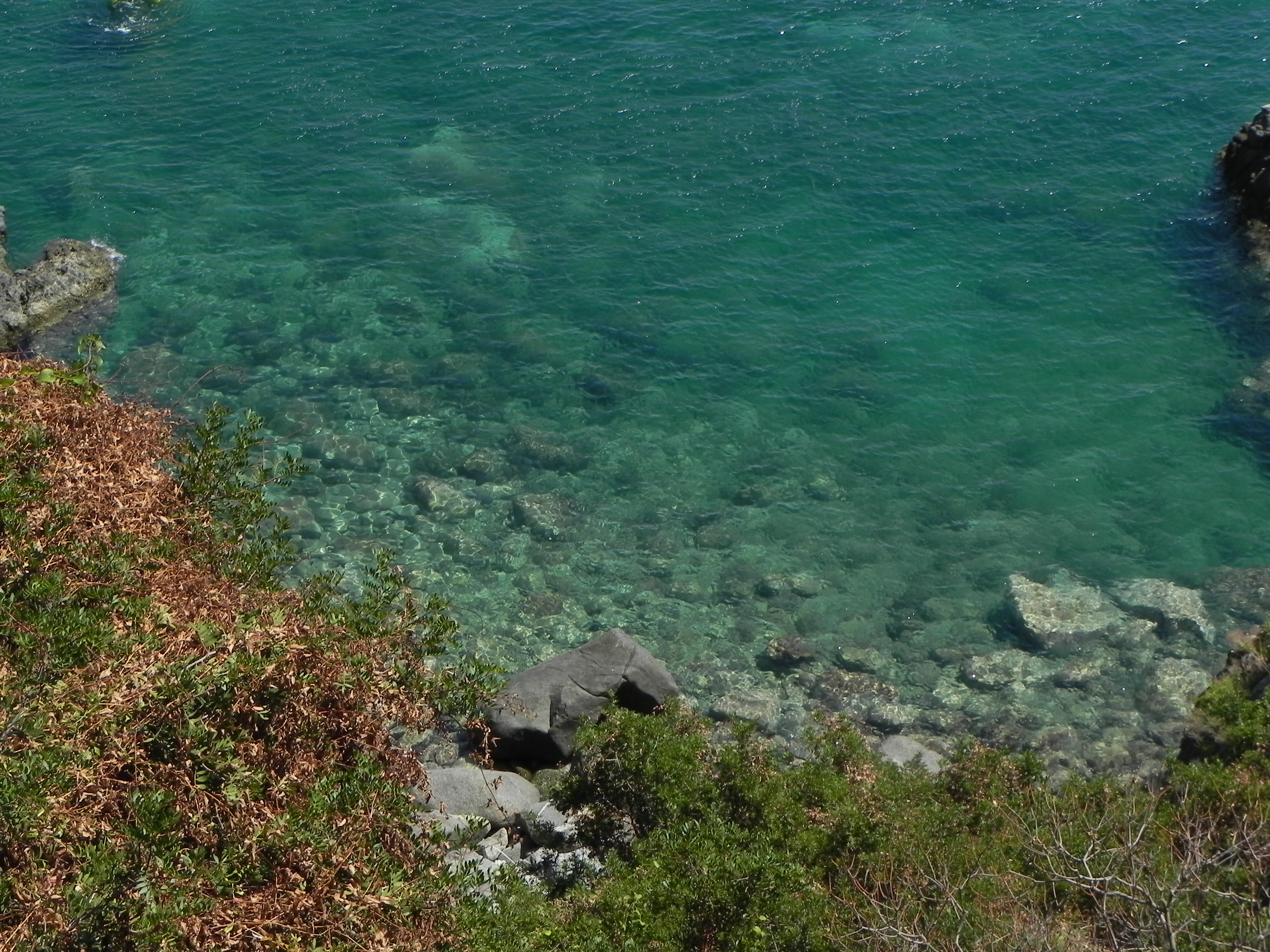
L'eau aux Vasche di Cassiodoro.
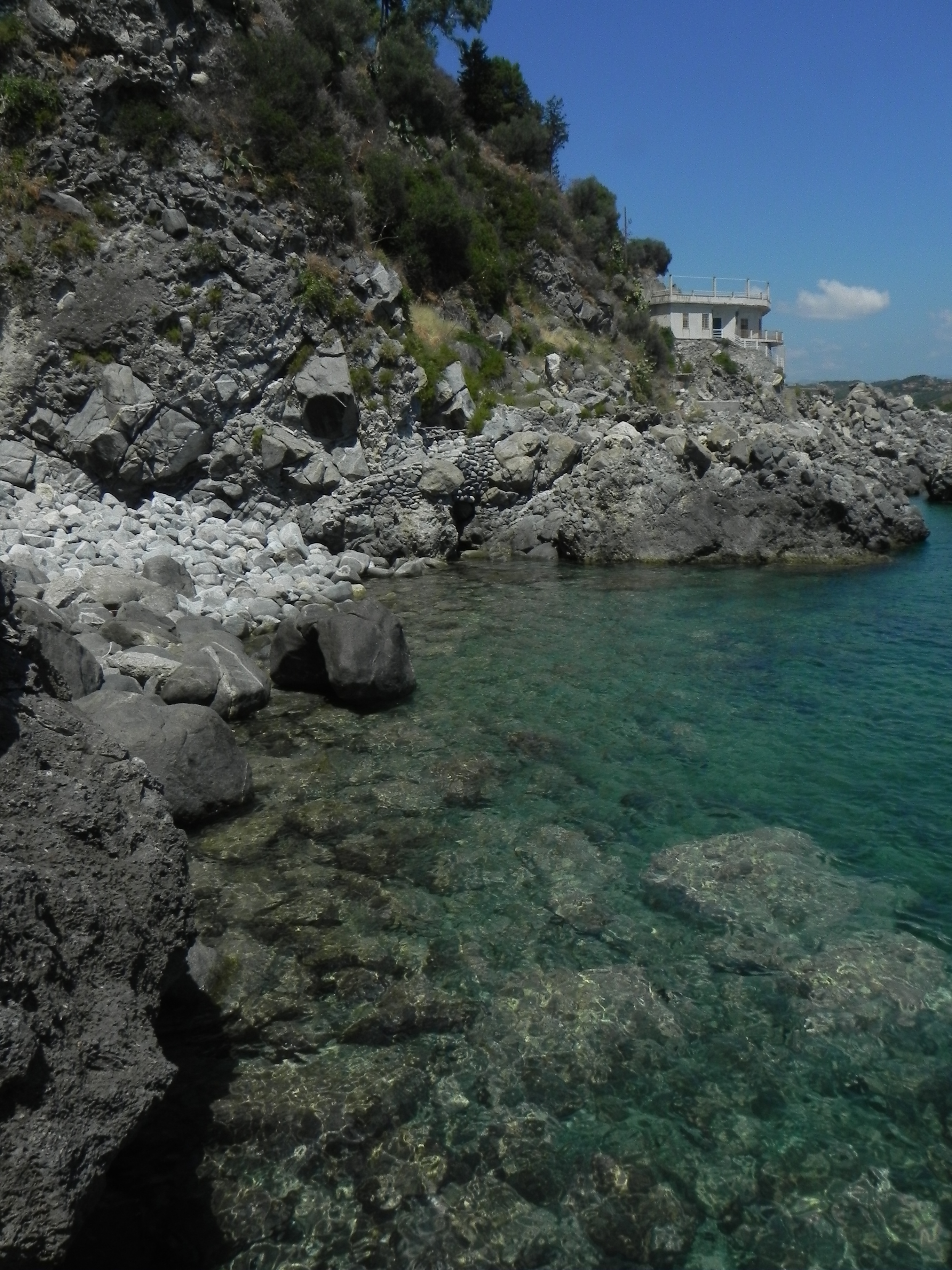
Les Vasche et la Coscia di Staletti.
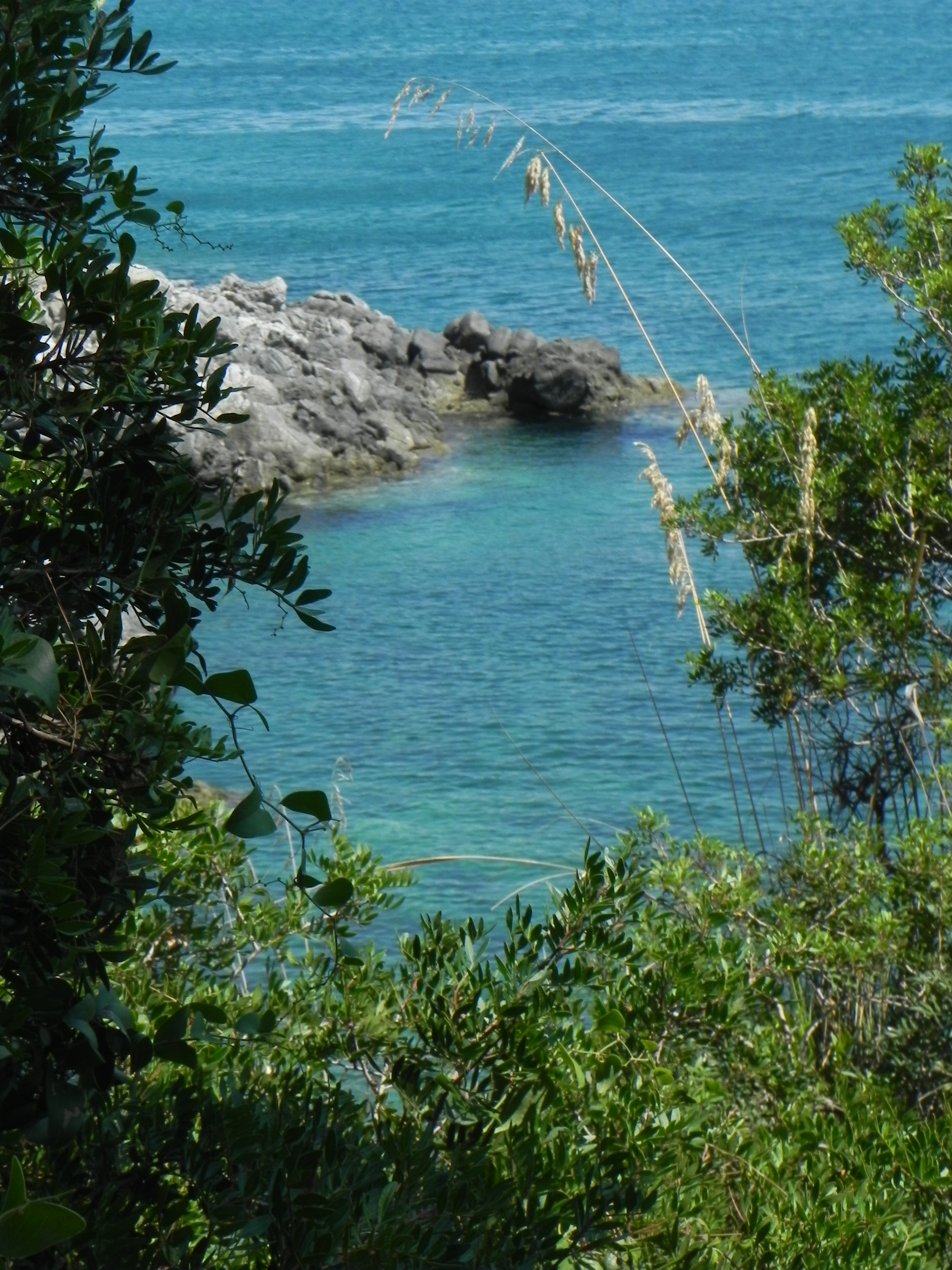
Les Vasche depuis la pinède de Libero Gatti.
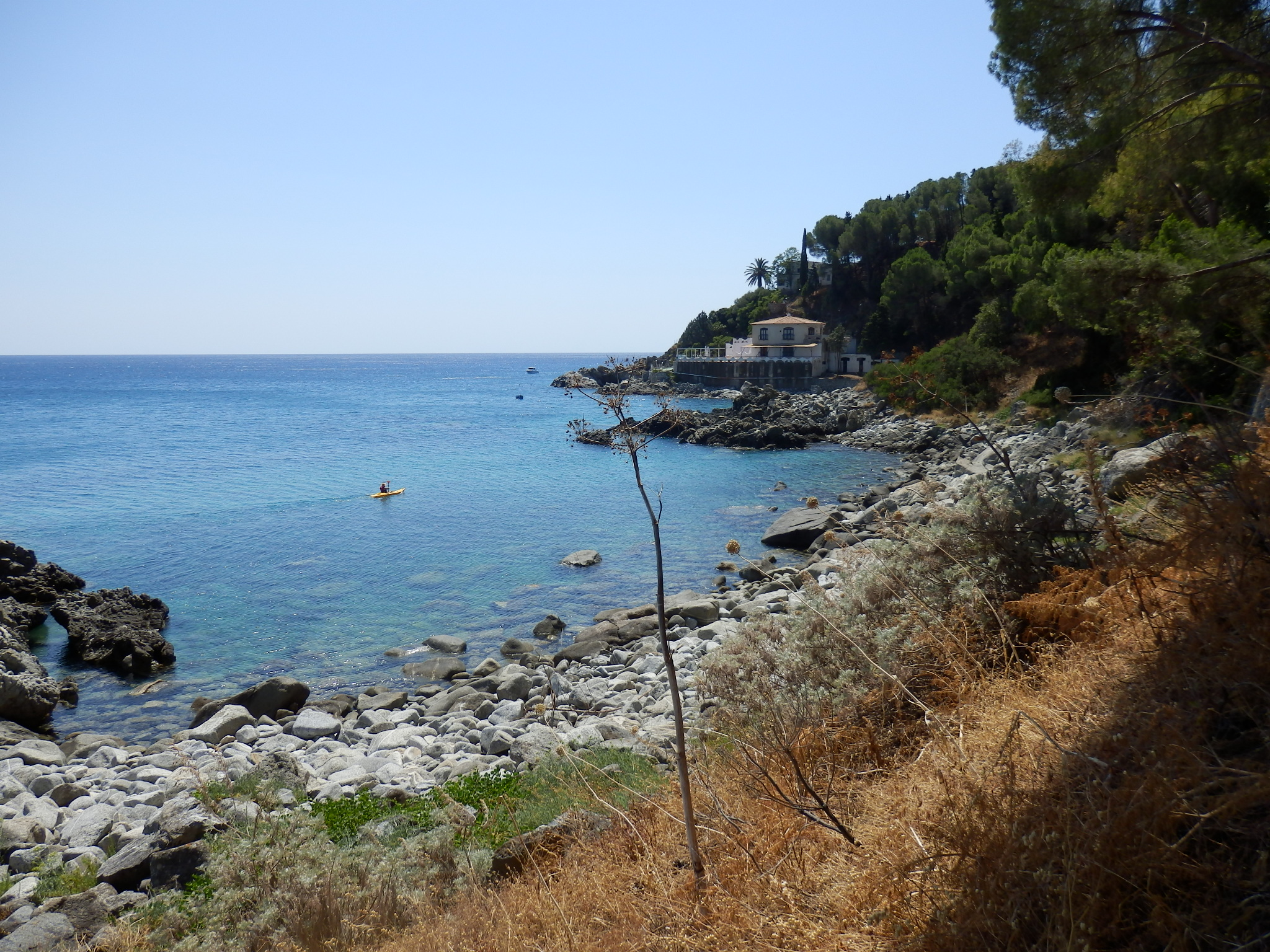
Le Bilbo avec les Vasche au premier plan.
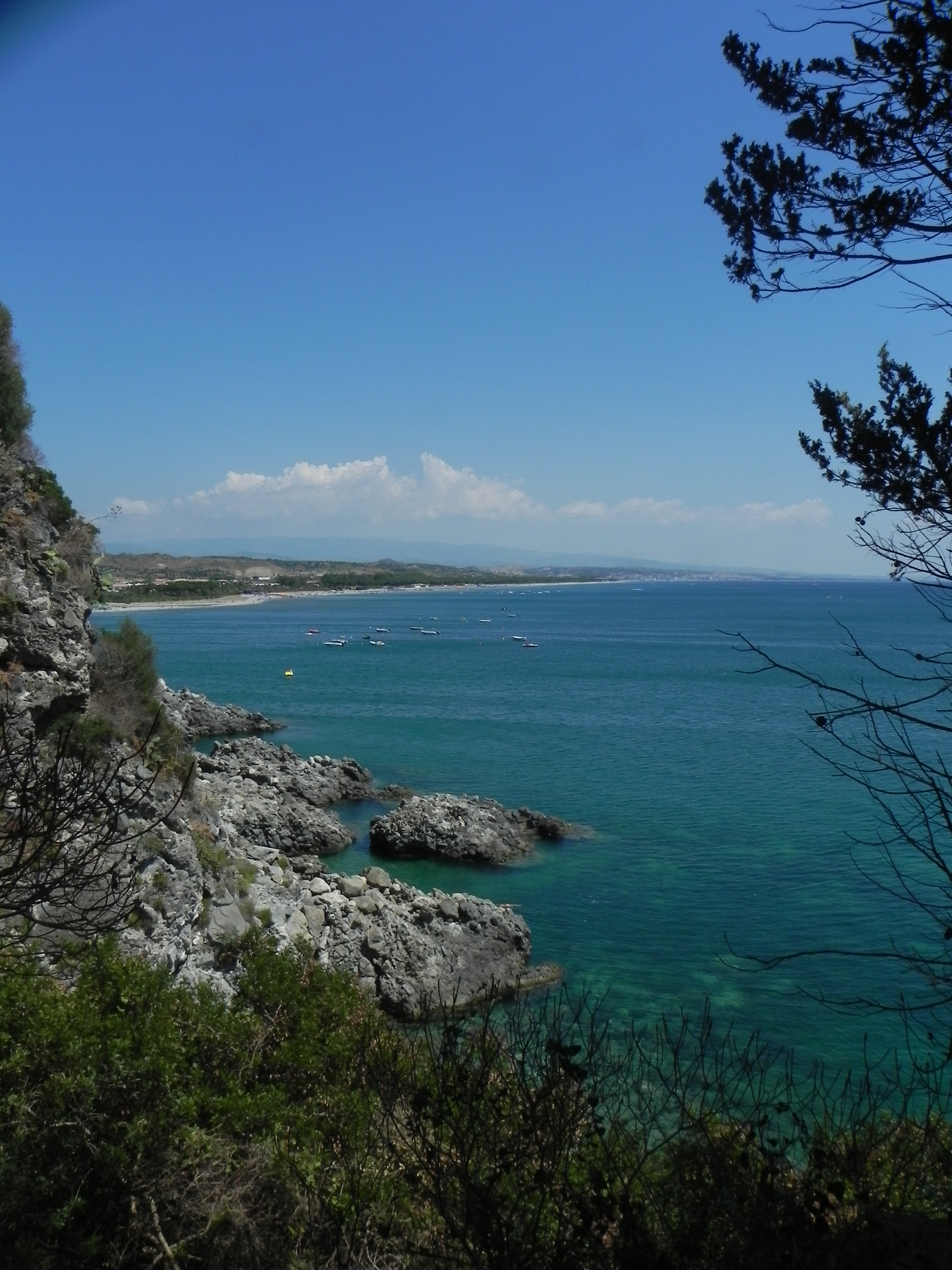
Les Vasche et Squillace Lido depuis l'ex-Motel Copanello.

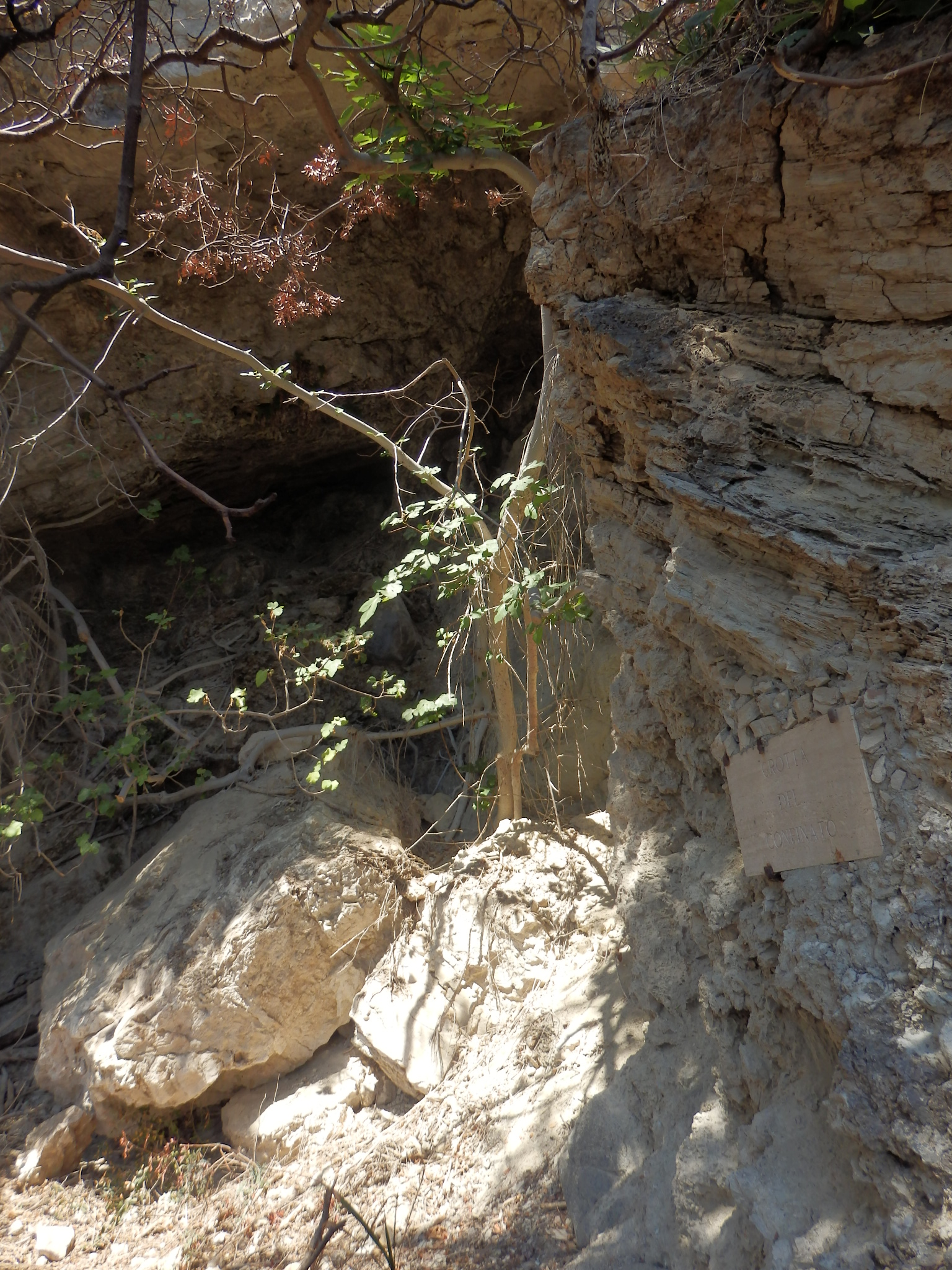
La Grotta del Confinato.

À la fin du VIIIe siècle, les grottes situées aux pieds du promontoire sur lequel se trouve Copanello Alto sont occupées par des moines basiliens et des ermites originaires du Moyen-Orient et réfugiés au Sud de l'Italie à la suite des édits de l'empereur byzantin Léon III l'Isaurien sur l'iconoclasme. Parmi ces grottes se trouve la Grotta del Confinato qui est située dans l'ancien jardin botanique du Musée ouvert par Libero Gatti en 1991.
À sa mort aux alentours de 580, Cassiodore lègue ses biens, dont le monastère de Vivarium et ainsi le territoire de Copanello, aux moines du Monastère Castellense, situé à Santa Maria del Mare (frazione de Stalettì). Celui-ci reste en leur possession jusqu'au XIIe siècle, bien que l'évêque de Squillace ait cherché à plusieurs occasions de s'en emparer, date à laquelle il passe sous la dépendance de l'Abbaye bénédictine de la Très Sainte Trinité de Mileto, par don du comte Roger Ier de Sicile. Au XIIIe siècle, bien que toujours appartenant à l'abbaye de Mileto, le monastère de Vivarium ainsi que les terres de Copanello appartiennent dorénavant à la ville de Squillace,,.
Au XVIe siècle, Copanello subit régulièrement des incursions sarrasines et les vestiges du monastère de Vivarium servent donc de tour cavallara pour protéger la côte.

#### Copanello Lido
La zone de Copanello Lido est habitée depuis le Néolithique, on y retrouve en effet un ancien village situé à côté de l'embouchure du torrent Alessi.
Au VIe siècle, la zone où se trouve actuellement Copanello Lido faisait partie des terres que possédait Cassiodore et elle servait de pâturage et d'oliveraie irrigués par le fleuve Alessi.
Entre le XVIe et le XVIIIe siècle, un chemin appelé Via Grande (Grande Rue) est construit pour relier la plage de Copanello Lido au bourg de Staletti. Bâti à l'emplacement de l'ancien tracé de la voie romaine (aussi utilisée au Moyen Âge) qui longeait la côte de la mer Ionienne à proximité de Catanzaro, il s'appelait Viarande jusqu'en 1943 avant de devenir Via Rande puis Via Grande. Il part de l'ouest de Copanello Lido, derrière la torréfaction du Guglielmo Caffè et aux pieds du Casino Pepe, et arrive dans le bourg de Staletti où il sert de rue principale au village. À certains endroits du chemin sont présents des pans de l'ancienne voie d'origine romaine,.
Jusqu'à la fin du XVIIIe siècle, le territoire de Copanello Lido, appelé La Coscia ou plus simplement Coscia, se situe à l'intérieur de la Marina de Squillace (littoral de Squillace),.

### Temps modernes

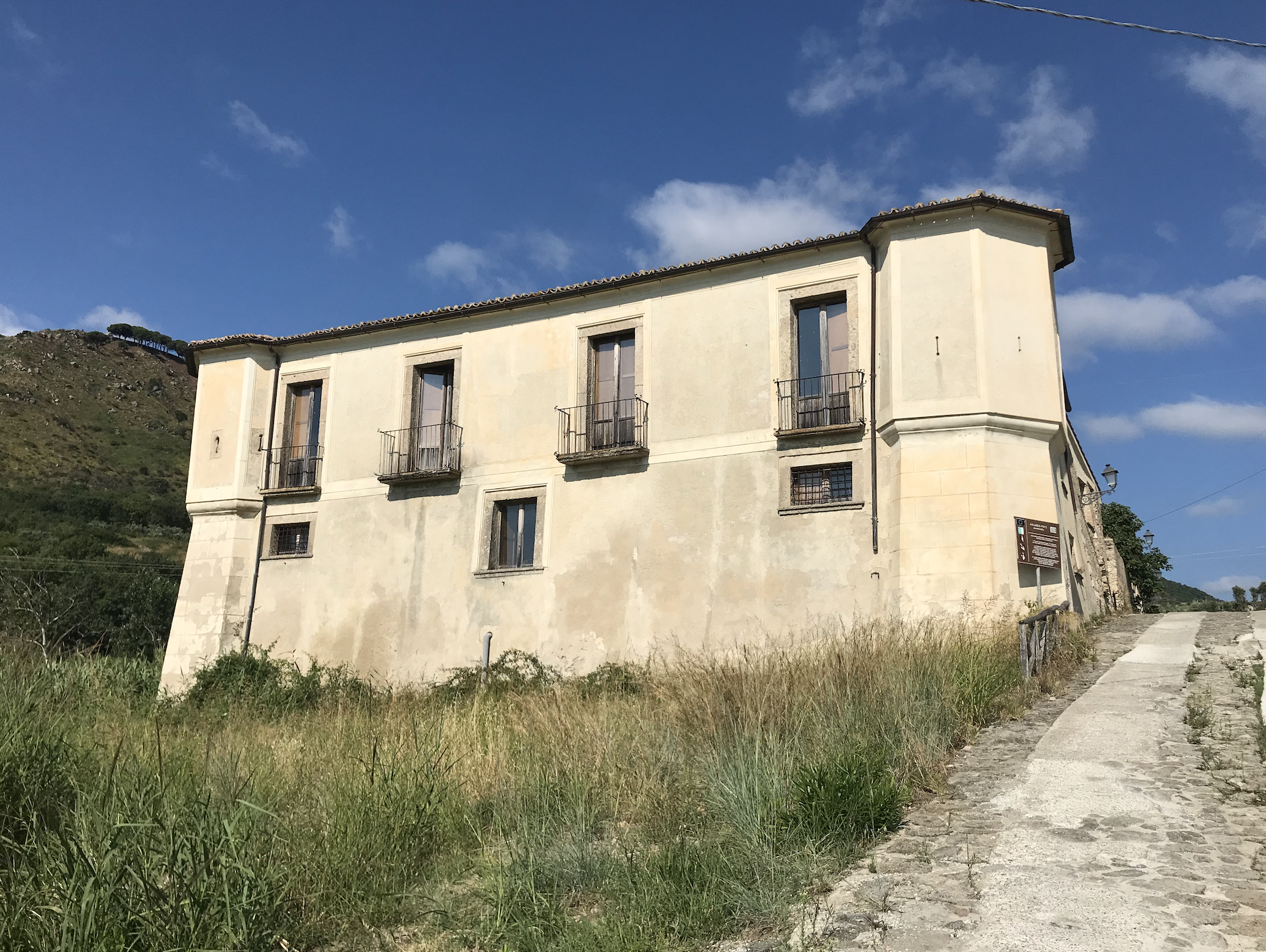
Le Palazzo ou Casino Pepe.

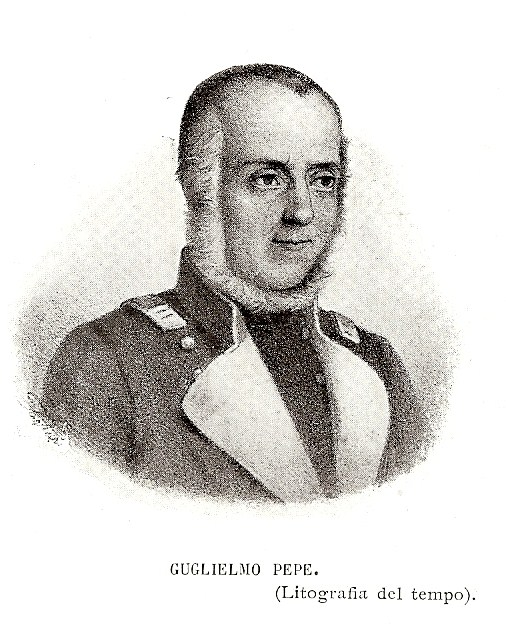
Guglielmo Pepe.

Les terres de Copanello restent, tout comme le bourg de Stalettì, un Casale de Squillace (dépendance de la ville de Squillace) jusqu'au début du XIXe siècle quand les Français de Napoléon Ier s'emparent du royaume de Naples de 1806 à 1815. Dès lors, Stalettì devient une commune et englobe les terres de Copanello Alto et Copanello Lido.
Au XVIIe siècle, le propriétaire du territoire qu'occupe actuellement Copanello est la famille Pepe de Squillace qui possède aussi le Casino Pepe (aussi appelé Palazzo Pepe en raison de sa taille, il a été bâti au XVIIe siècle), dans la partie ouest de Copanello Lido, et qui jouxte la fontaine Aréthuse dont parle Cassiodore. Au milieu du XVIIIe siècle, le propriétaire de Copanello est don Giovanni Battista Pepe (né en mai 1695) qui épouse la noble Rosa Soriano de qui il a Gregorio Pepe en 1740. Quelques années plus tard, don Gregorio Pepe hérite des terres de son père, dont Copanello. En 1761, il épouse Irene Assanti avec qui il a 22 enfants dont Stefano Pepe, chevalier de Malte et Florestano, ainsi que Guglielmo Pepe qui deviennent des généraux et des patriotes.
Le général et patriote Guglielmo Pepe (1783-1855) hérite d'un quart des propriétés de la famille Pepe, dont le territoire de Copanello. Jusqu'à six ans, il y séjourne plusieurs fois, mais il ne s'y rend qu'une seule fois à l'âge adulte, en 1817, pour revoir sa famille qui y passait l'été. Il décrit cette propriété familiale comme s'étendant alors depuis le fleuve Alessi jusqu'aux pieds de la Coscia de Stalettì et il précise que Copanello s'appelle encore la Coscia. Le territoire était alors occupé par des champs d'orangers et par des pâturages où une cinquantaine de vaches, appartenant à Ferdinand Pepe, paissaient. De plus, Guglielmo Pepe signale que la zone est infestée par des bandits et lui-même doit s'entourer de gardes pour s'assurer de sa sécurité. En 1818, l'honorable Kepell Crewe, frère du Lord de Crewe, se rend en voyage à Copanello Lido sur les terres des Pepe. Crewe tirera de cette expérience un livre qui sera publié à Londres en 1820.
En juin 1851, Guglielmo Pepe fait don du territoire de Copanello (qui est alors appelé la Coscia) à ses anciens soldats et à ses amis : l'homme politique Enrico Cosenz (1820-1898), le cousin du Pepe Damiano Assanti (1809-1894), Francesco Carrano (1815-1890), Girolamo Calà Ulloa (1810-1891) et Camillo Boldoni (1815-1898),. Peu à peu, Damiano Assanti et son frère Cosmo Assanti se rendent propriétaires de la totalité de la donation de Guglielmo Pepe. Le 4 avril 1854, ils la vendent donc au baron Giuseppe Scoppa (1794-1857) pour le prix de 53 500 ducats bien que ce dernier ne réussisse pas à s'acquitter entièrement du montant ce qui se conclut par deux procès opposant les descendants de Scoppa et les Assanti-Pepe, un en 1866 et un en 1873.
Giuseppe Scoppa, désormais maître de Copanello, épouse Saveria Greco avec qui il a plusieurs filles dont la future baronne Enrichetta Scoppa ainsi que Luisa Scoppa et Alfonsa Scoppa. À sa mort en 1857, Enrichetta Scoppa (1831-1910) devient la dernière héritière de la famille Scoppa. Elle donne ainsi son nom au promontoire sur lequel se trouve aujourd'hui Copanello Alto, la Coscia de Stalettì aussi nommée Coscia della baronnessa (la Cuisse de la baronne). Au milieu des années 1860, elle vend le territoire de Copanello Alto à Achille Fazzari puis lègue le reste, c'est-à-dire l'actuel Copanello Lido, à sa nièce Antonietta Enrichetta di Francia (fille du marquis Francesco di Francia de Santa Caterina dello Ionio et de sa sœur Alfonsa Scoppa), future épouse d'Armando Lucifero,.
Dans les années 1880, plus de personnalités telles que la romancière française Anne Levinck se rendent à Copanello, alors La Coscia, sur les traces de Cassiodore et du général Guglielmo Pepe. Cette dernière visite la zone à de multiples reprises et tirera de cette expérience un article intitulé En Calabre qui sera publié en 1889 dans la Revue de Géographie.

### DuXXesiècleà aujourd'hui

#### Copanello Alto
Dans les années 1860, le colonel et député Achille Fazzari, originaire de Stalettì, rachète auprès de la baronne Enrichetta Scoppa les vestiges du monastère de Vivarium à Copanello Alto et le transforme. Il ajoute deux ailes au bâtiment et trois cours où il fait construire de grandes machines servant à l'extraction de l'huile d'olive. En effet, Achille Fazzari s'adonnait au commerce d'huile d'olive en association avec Nicola Cricelli. Les bouteilles étaient ensuite transportées à Catanzaro Lido d'où elle partait à bord d'un bateau à vapeur pour la ville de Trieste qui se trouvait alors dans l'empire d'Autriche. Après quelques années, l'apparition de fabriques industrielles d'huile d'olive rend l'installation totalement inutile. Fazzari fait alors appeler un architecte florentin, Federico Andreotti (qui avait déjà bâti le Palazzo Fazzari de Catanzaro entre 1870 et 1874), pour transformer la bâtisse en une résidence estivale pour lui et sa famille, la Casa Fazzari,.
En 1868, Achille Fazzari s'associe avec Luigi Caruso et Menotti Garibaldi pour superviser les travaux pour la construction d'un tunnel passant à travers la Coscia di Stalettì : la Galleria di Stalettì. Celui-ci permet de relier Copanello Alto (et donc par là les bourgs de Stalettì, de Montauro et toute la côte au sud) au territoire de l'actuel Copanello Lido (d'où la route menait à Squillace et à Catanzaro). Ce tunnel, encore utilisé actuellement et dans lequel passe la Route nationale 106 Jonica, ayant été construit sur des terres appartenant au Fazzari, une indemnité lui fut reversée l'année suivante,,.
En 1882, Giuseppe Garibaldi s'arrêta une nuit chez Achille Fazzari. Lors des cinquante ans de la mort d'Achille Fazzari une stèle a été déposée en souvenir de cette visite,. Par ailleurs, Achille Fazzari meurt dans la nuit du 19 au 20 novembre 1910 dans cette même maison à Copanello Alto. La famille Fazzari était alors propriétaire de tout le promontoire sur lequel se trouve actuellement Copanello Alto.

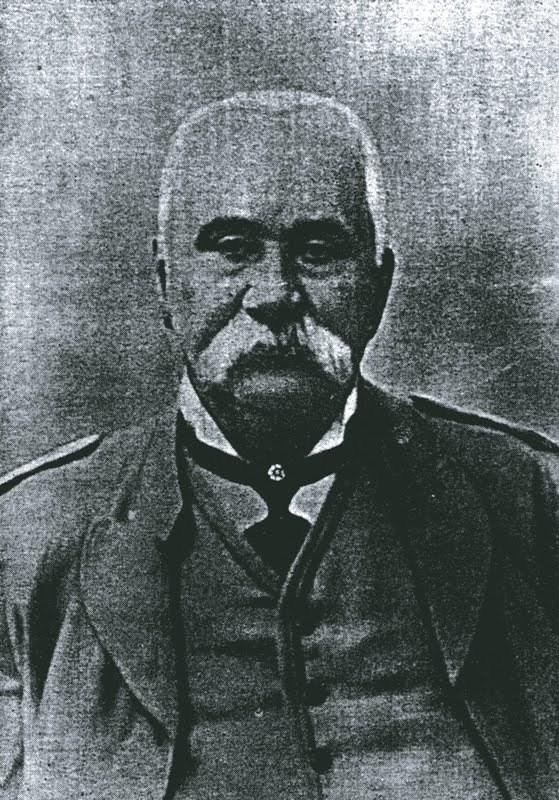
Achille Fazzari.
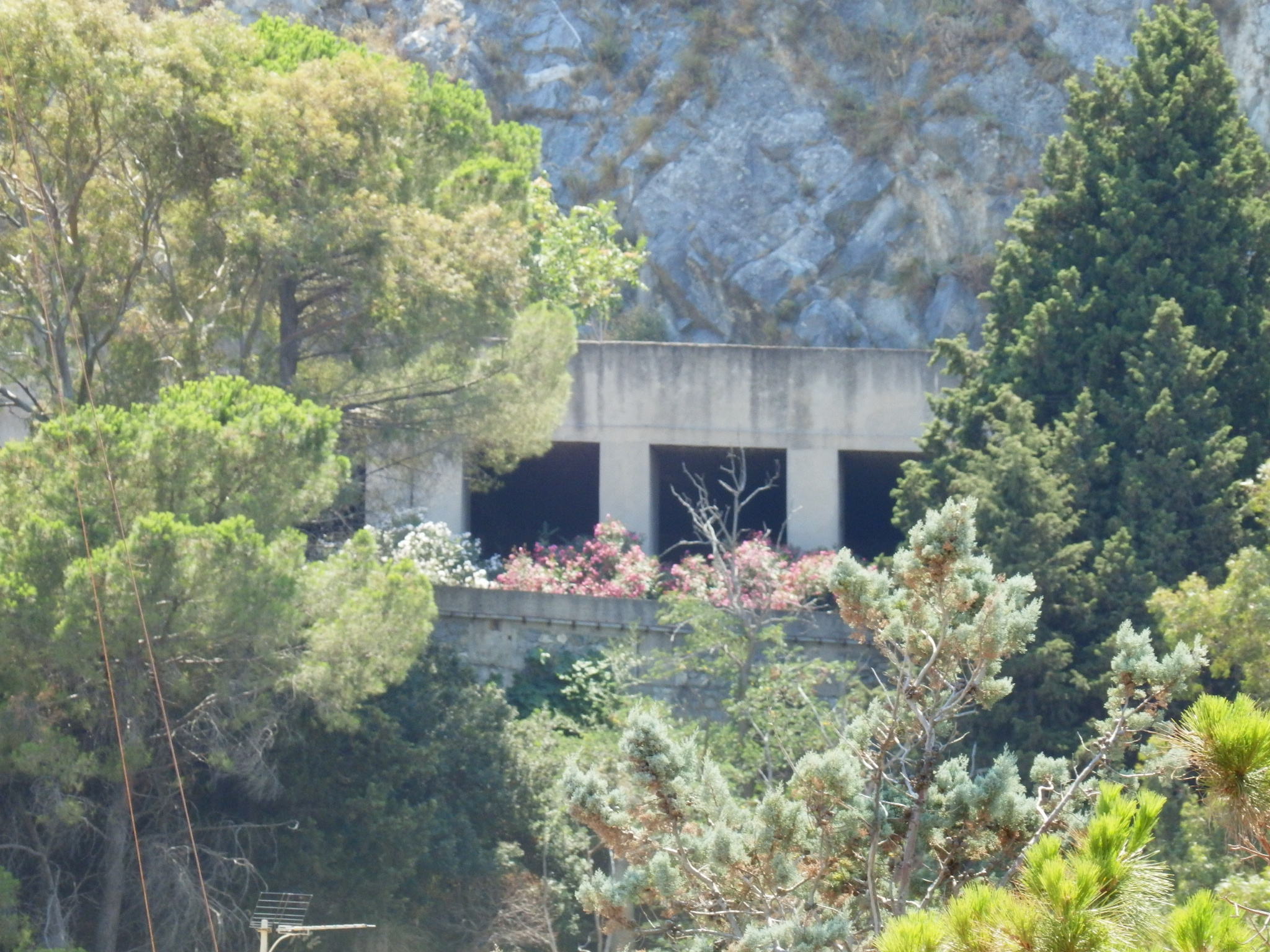
La Galleria di Staletti.
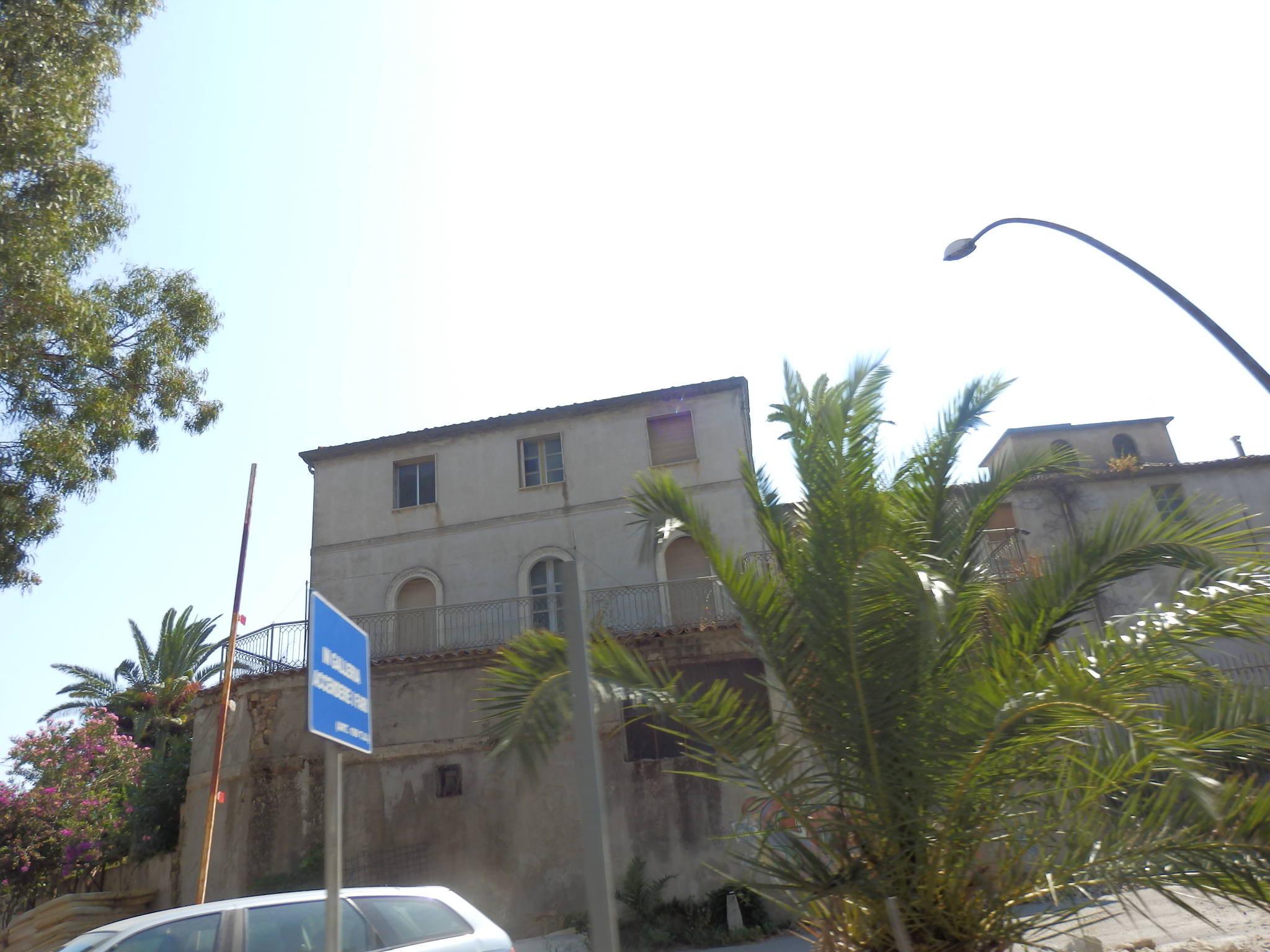
La Casa Fazzari.
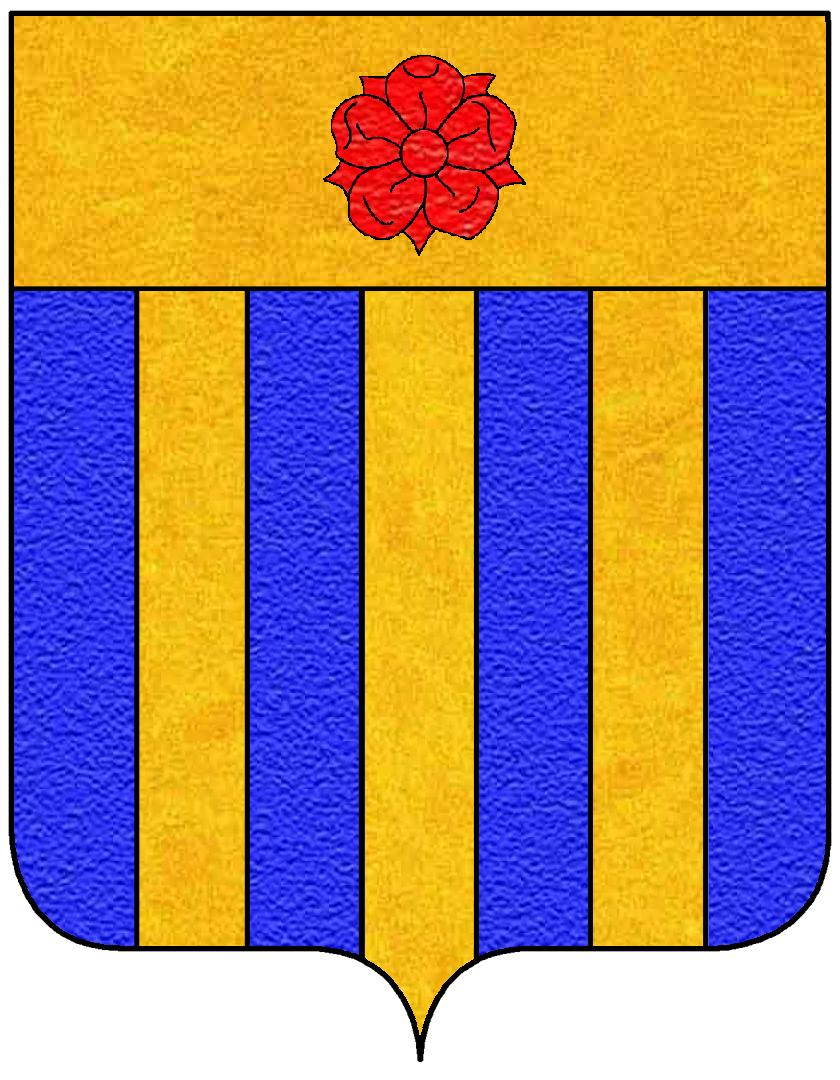
Blason de la famille Fazzari.

En 1897, l'écrivain anglais George Gissing (1857-1903) se rend sur la côte de la mer Ionienne à la recherche des lieux de l'ancienne Grande-Grèce et il tirera de ce voyage un roman, By the Ionian Sea, publié en 1901 et dans lequel le territoire de Copanello est cité dans le chapitre sur la ville de Squillace et sur Cassiodore.
En 1927, les descendants d'Achille Fazzari vendent le territoire de Copanello Alto à Giuseppe Falcone (une place fut nommée en son honneur, la Piazzetta Giuseppe Falcone) qui se marie en 1929 avec la baronne Elvira Marincola Cattaneo (cette-dernière fut Maire de Staletti de 1955 à 1964). En 1935, Giuseppe Falcone meurt en laissant tout son héritage, dont Copanello Alto, à son fils (qu'il a eu en 1930 de la baronne Marincola Cattaneo), Giovanni II Falcone. La baronne Elvira Marincola Cattaneo se remarie en 1937 avec un exilé politique anarchiste originaire de Modène, Giovanni Gatti et ils ont un fils, Libero Gatti,.

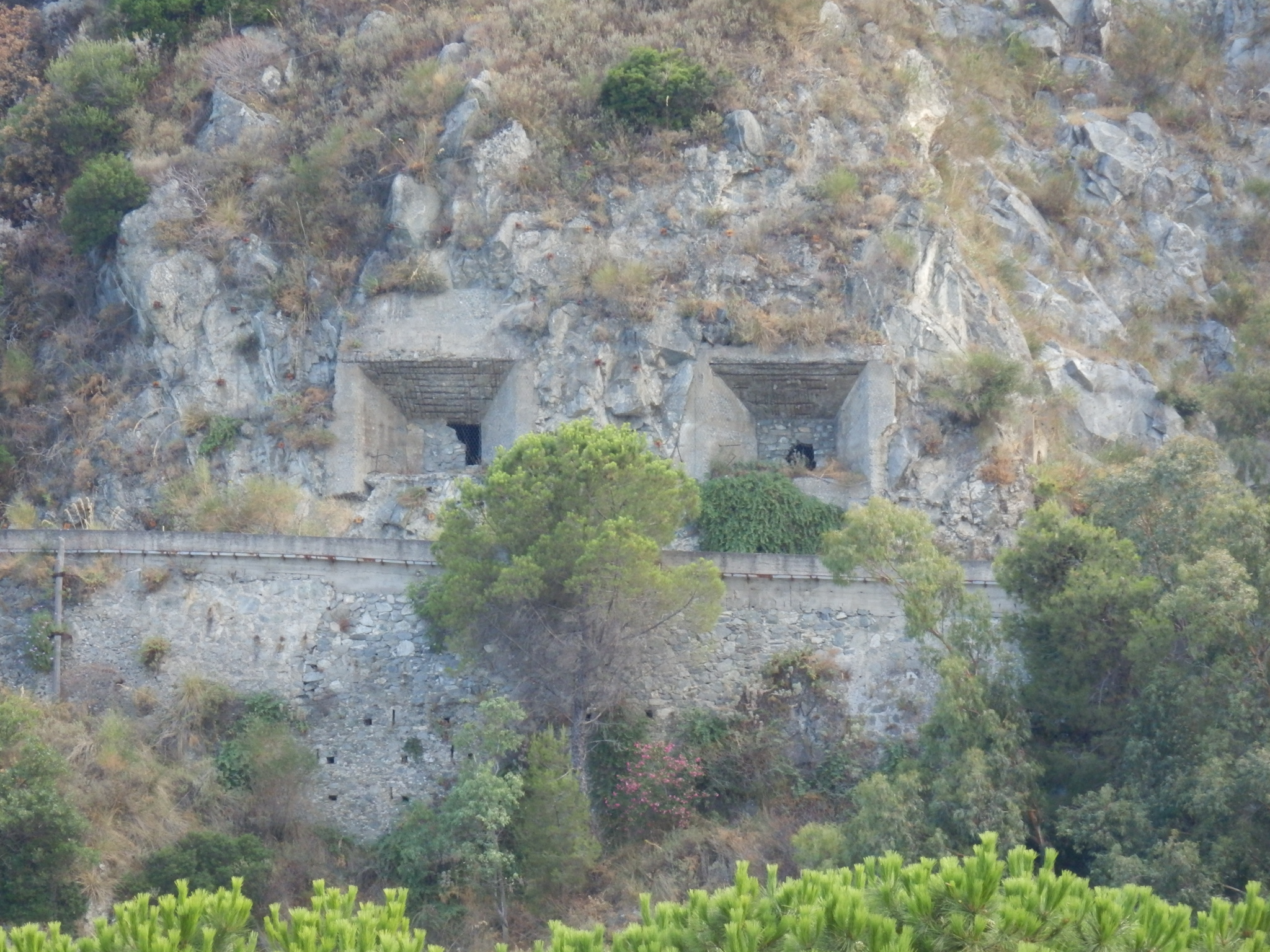
Les Bunkers de Copanello.

À la fin des années 1930, le hameau de Copanello Alto comprend sept maisons parmi lesquelles la Casa Falcone (ancienne Casa Fazzari) tandis que Copanello Lido est encore inhabité. C'est en 1938 que l'historien français Pierre Courcelle redécouvre les vestiges de la Chapelle San Martino, sur les propriétés de la famille Falcone, et qu'il en déduit que l'emplacement du monastère de Vivarium de Cassiodore devrait se trouver à l'emplacement de ce qui était alors la Casa Falcone (ancienne Casa Fazzari).
Pendant la Seconde Guerre mondiale, de nombreux bunkers de dimensions petites et moyennes sont construits par l'Allemagne nazie et l'Italie fasciste,.

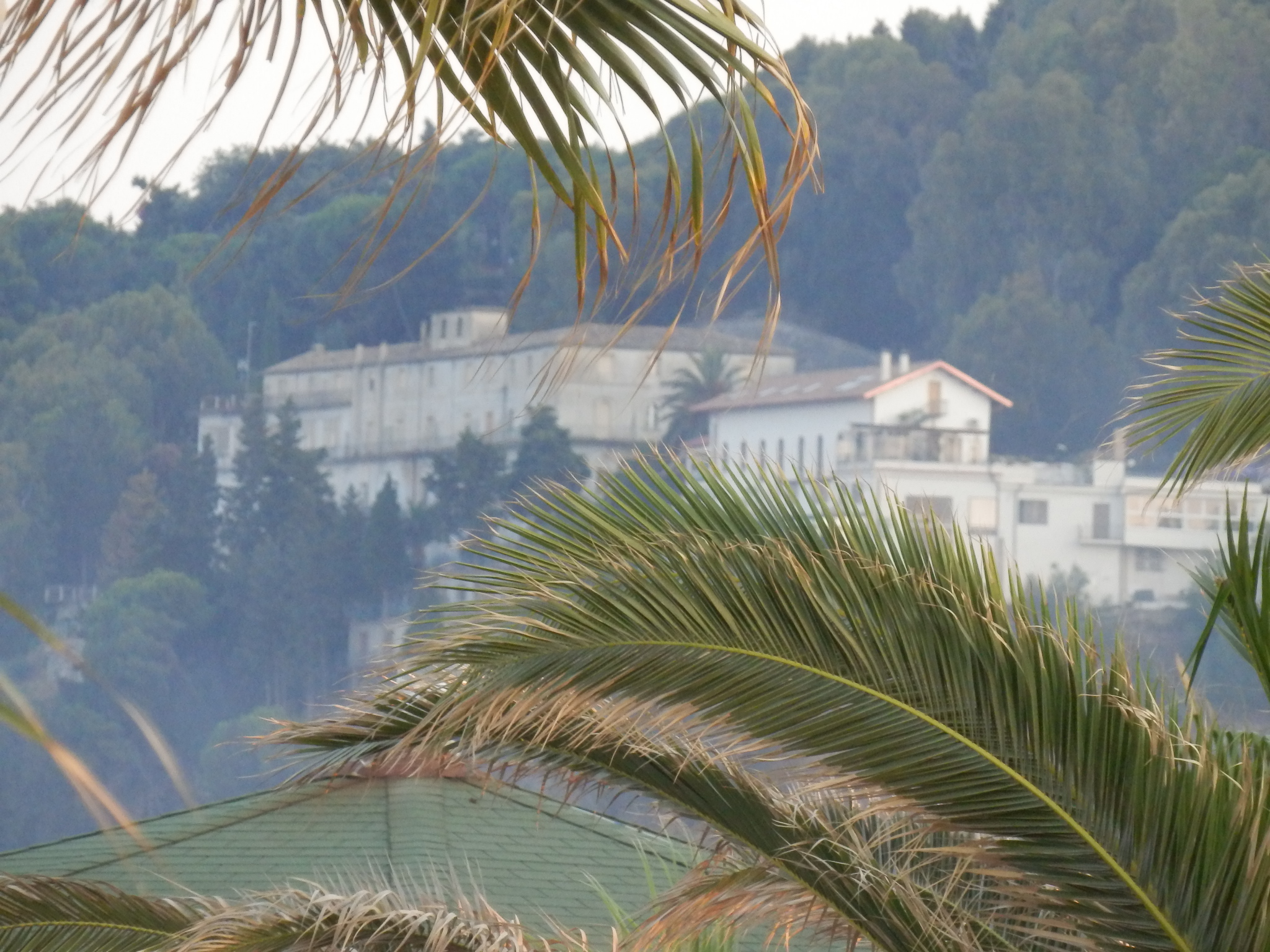
Le Motel Copanello (ex-Casa Fazzari).

En 1953, Giovanni II Falcone décède et la Casa Falcone ainsi que les terres de Copanello Alto reviennent à sa mère, la baronne Elvira Marincola Cattaneo. Quatre ans plus tard, en 1957, Giovanni Gatti, le mari de la baronne, transforme la Casa Falcone en un hôtel : le Motel Copanello. Le Motel est alors le premier hôtel à ouvrir de toute la partie du littoral ionien italien, depuis Reggio de Calabre jusqu'à Tarente. En 1960, l'hôtel compte 10 chambres et, en 1969, 30 autres chambres sont ouvertes.
Dès lors, l'influence du Motel Copanello amène d'autres personnes à s'installer et à investir à Copanello Alto et, en 1964, un autre hôtel est ouvert : l’Hotel Conca d'oro (qui comporte 30 chambres).
Dans les années 1960 et 1970, plusieurs personnalités séjournent au Motel Copanello. Parmi celle-ci on compte : Erminio Macario, l'acteur et chanteur Renato Rascel, l'acteur Totò, le chanteur et compositeur Bobby Solo, le chanteur Mal Ryder, la chanteuse et actrice Rita Pavone et l'auteur-compositeur Peppino di Capri.
Libero Gatti, fils de la baronne Elvira Marincola Cattaneo, hérite du Motel Copanello à la mort de sa mère en 1970. En 1982, l'hôtel obtient la catégorie 4 étoiles mais il ferme en 1985. À la fin des années 1980, l'édifice de l'ex-hôtel accueil pour quelques années un petit musée archéologique et en 1991, Libero Gatti ouvre le Musée naturaliste Libero Gatti (Museo Naturalistico Libero Gatti en italien) comprenant une collection de nombreux coquillages et un petit jardin botanique. En 2011, Libero Gatti meurt et le musée ferme ses portes,.

#### Copanello Lido
En 1910, la famille des marquis Lucifero de Crotone entre en possession du Casino Pepe ainsi que de Copanello Lido en la personne d'Armando Lucifero et de sa femme Antonietta Enrichetta di Francia. Alors que les Pepe avaient permis aux archéologues de faire des fouilles sur leurs terres (comme François Lenormant qui dans les années 1880 avait effectué des recherches sur le monastère de Vivarium), les Lucifero se montrent contraires aux recherches. Armando Lucifero demeure propriétaire de Copanello Lido jusqu'à sa mort en 1933. Il a plusieurs fils, dont le ministre Falcone Lucifero et Antonio Arduino Lucifero, l'aîné, qui hérite des terres de son père et les lègue lui-même à son fils Francesco Lucifero (né en 1934).

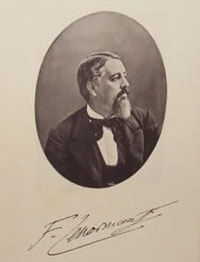
François Lenormant.
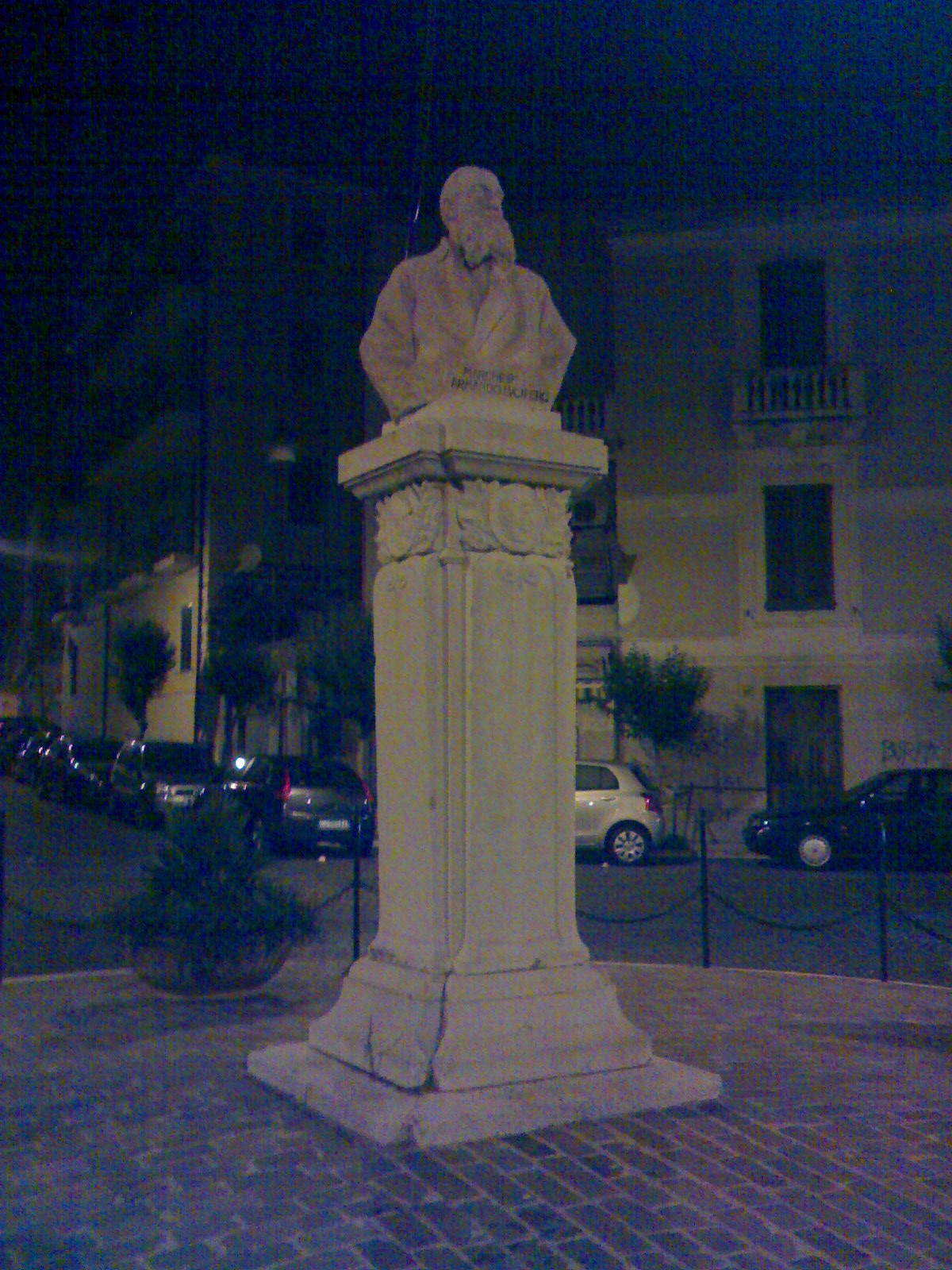
Buste d'Armando Lucifero.
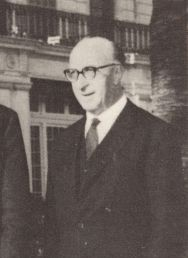
Falcone Lucifero.

La famille Lucifero reste propriétaire d'une grande partie de la Coscia di Staletti ainsi que du territoire actuellement occupé par Copanello Lido, mais qui est à l'époque encore inhabité.

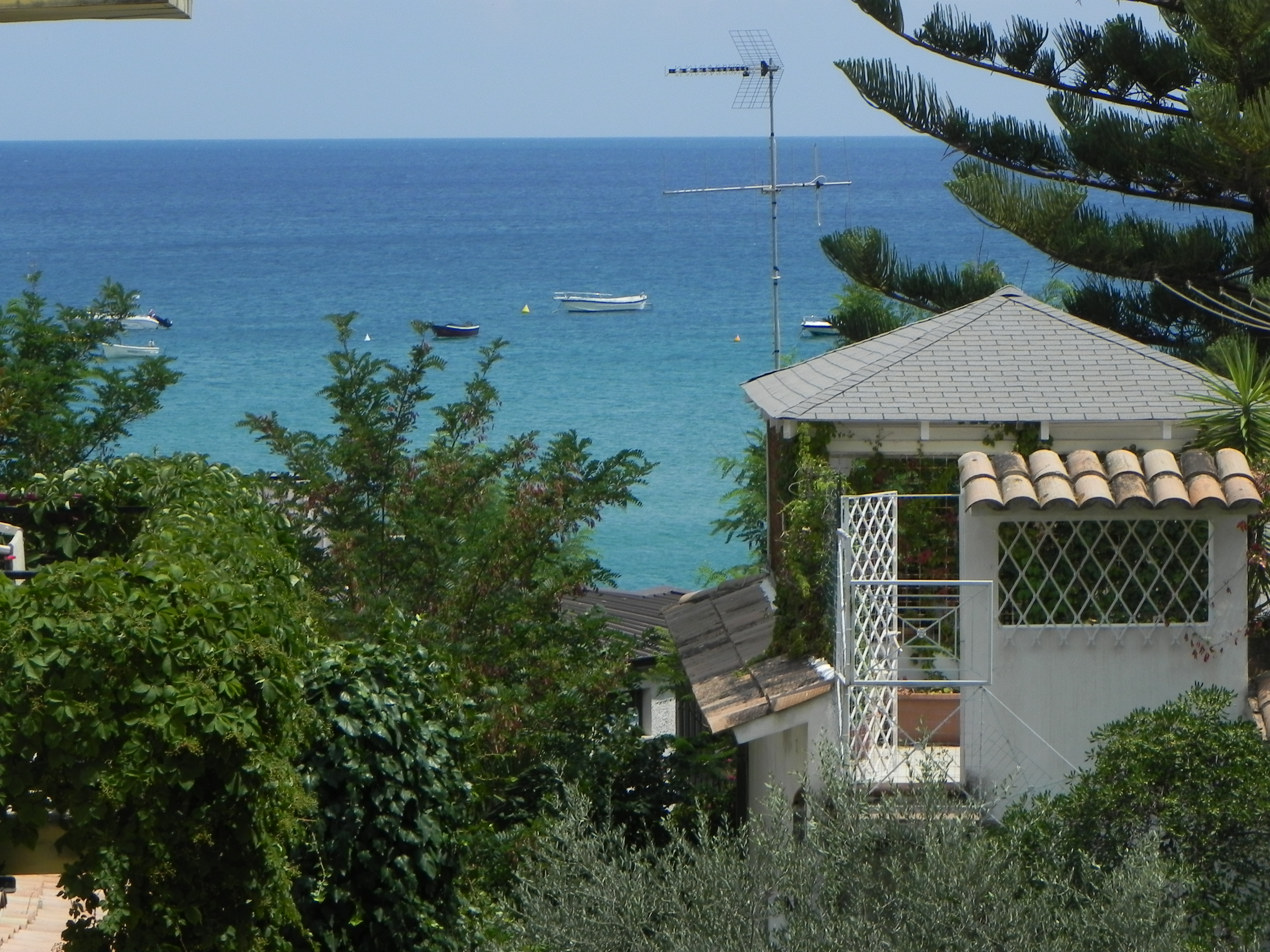
Terrasse de la première maison de Copanello Lido.

Aux alentours de 1950, le marquis Antonio Susanna se met d'accord avec Francesco Lucifero pour la création d'une station balnéaire. En 1954, Domenico Muscolo, un neveu de l'écrivain Filippo De Nobili (qui vient lui-même plusieurs fois en villégiature à Copanello Lido en compagnie de son ami Filippo Marincola de la famille des Ducs de Petrizzi), achète donc un terrain à Francesco Lucifero et y construit la première maison de Copanello Lido, la Casa Muscolo aussi appelée la Casa del Pesce, tandis que Susanna achète plusieurs terres autour. Les premières maisons du village qui constituent un pâté de maisons entre l'actuelle Via Cassiodoro et la Via Lido,.

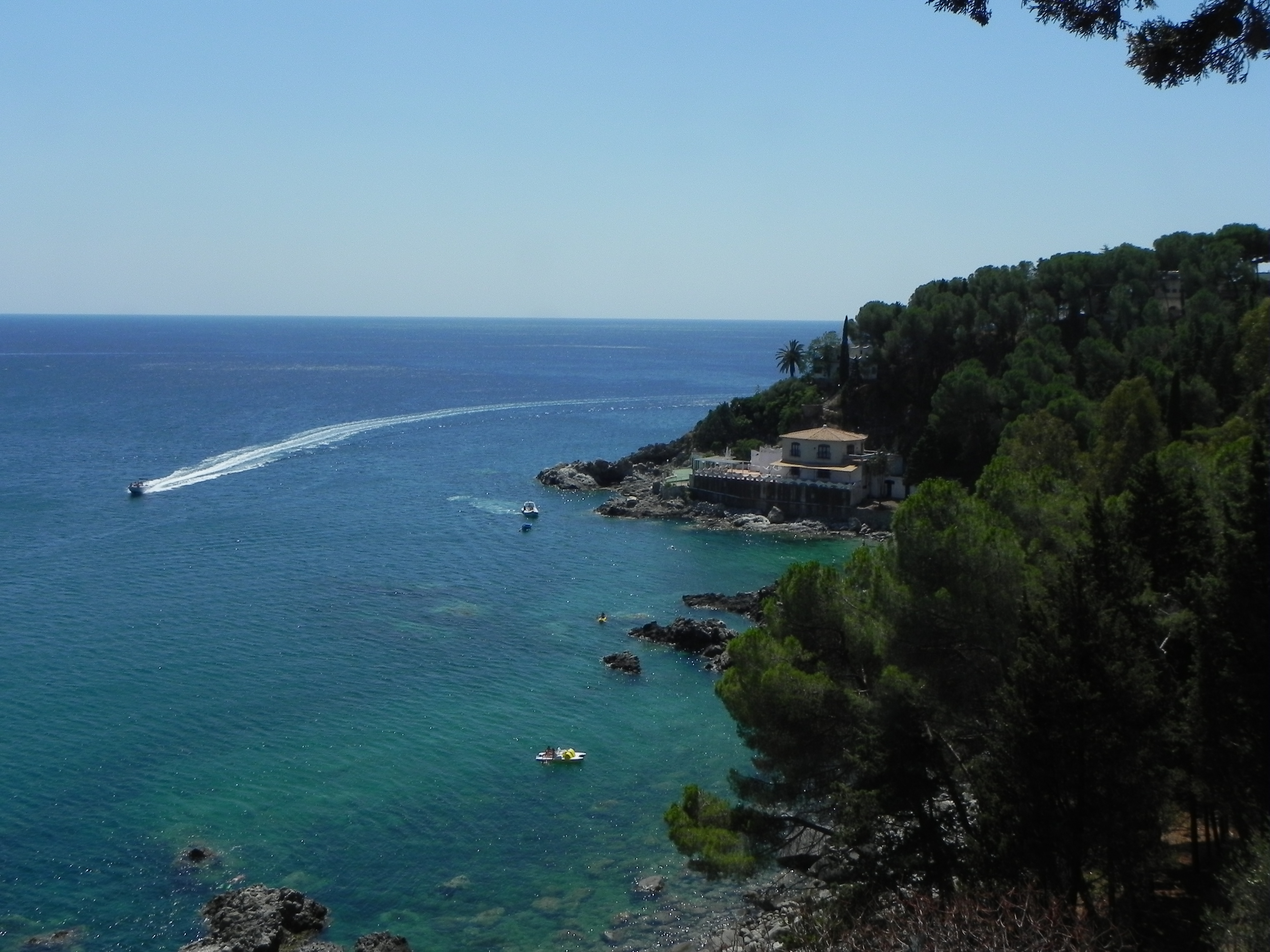
Le Bilbò.

À la fin des années 1950, un entrepreneur de Catanzaro Lido construit des cabines de plage à l'emplacement de l'actuel Lido di Guglielmo et jette les bases de la future Rotonda. Aux alentours de 1960, ce sera à Guglielmo Papaleo (fondateur de la société Guglielmo Caffè en 1943) de reprendre le chantier et de commencer la construction du Villagio Guglielmo qui ouvrira en 1969.
Dans les années 1970, Papaleo, qui possède déjà le Villagio Guglielmo ainsi que la Rotonda et la plage située devant, qui prend le nom de Lido di Guglielmo, achète plusieurs terrains et fait construire des restaurants et des discothèques dont le Rendez-vous, l′Hamilton, le Rebus (une discothèque dans la frazione voisine de Santa Maria del Mare), le Bilbò et le Blu70,.
En 1972 est inaugurée l'usine de torréfaction de la société Guglielmo Caffè (qui se trouvait auparavant à Catanzaro) dont la construction avait débuté en 1968. Le café produit à Copanello Lido par cette marque est aujourd'hui vendu dans 9 pays (l'Italie, les États-Unis, le Portugal, la Belgique, l'Allemagne, la République tchèque, la Corée du Sud, la Suisse et la Lettonie) et la direction est aujourd'hui occupée par le gendre et les neveux de Guglielmo Papaleo, fondateur de la société : Roberto Volpi, Daniele Rossi et Matteo Tubertini.
À partir de 1972, alors que Copanello Lido ne comprenait que les 3 maisons initiales et le Villagio Guglielmo, Guglielmo Papaleo construit plusieurs complexes de maisons qu'il revend et qui formeront plus tard la partie la plus ancienne de Copanello Lido. Il est suivi par d'autres propriétaires originaires de Catanzaro qui achètent eux aussi des terres à Francesco Lucifero et y construisent des maisons.
À la fin des années 1970, plusieurs personnalités séjournent à Copanello Lido comme Gloria Gaynor, Franco Califano, Gino Paoli, Rocky Roberts, Rita Pavone et Frank Sinatra ainsi que l'acteur Raf Vallone (1916-2002).

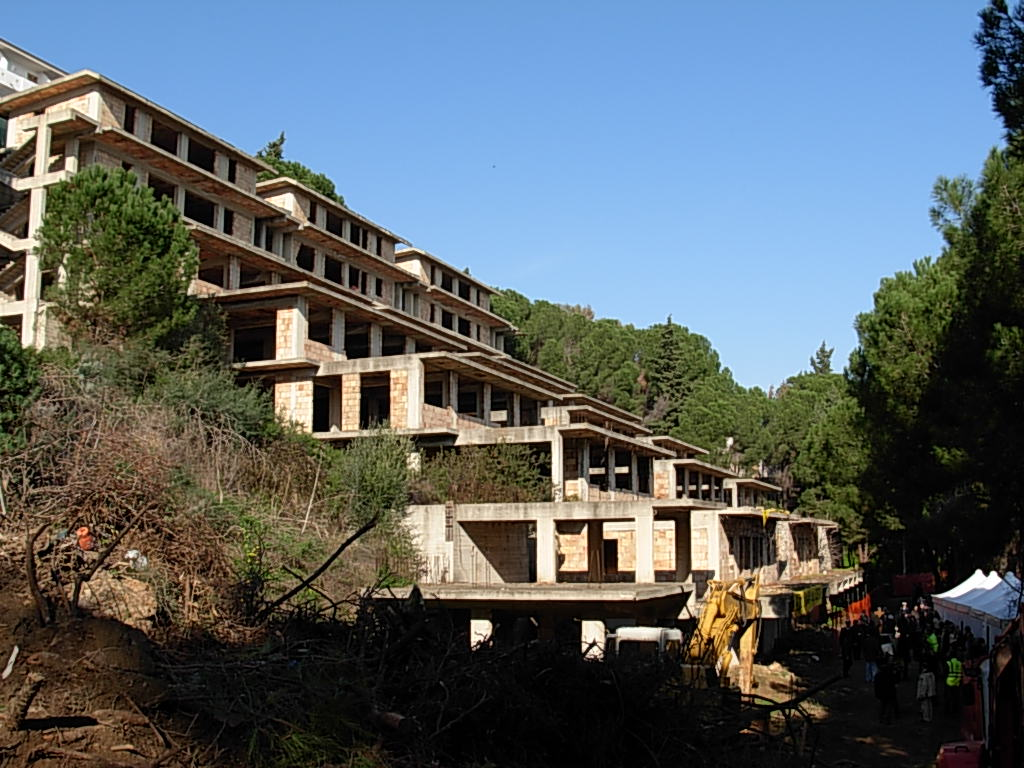
L'Ecomostro de Copanello Lido.

Au début des années 1980 est construit à Copanello Lido, sur le flanc de la Coscia de Staletti, un grand bâtiment de 15 000 m2 de ciment armé surnommé l’Ecomostro. Il se composait de quatre immeubles dont deux de 6 étages, un de 5 étages et un de 9 étages. En 1987, une première demande de démolition est faite, mais ce n'est que vingt ans plus tard qu'elle sera acceptée. En effet, l'Ecomostro est abattu le 16 janvier 2007 en présence du ministre de l'Environnement Alfonso Pecoraro Scanio après que l'ordre de démolition a été lancé en 2006. Cette action est saluée par le WWF et les écologistes de la Calabre qui demandent aussi la destruction de plusieurs autres ecomostri (monstres écologiques) situés dans les provinces de Crotone, de Cosenza et de Vibo Valentia,,.
En plus du Villagio Guglielmo, plusieurs autres hôtels existent aujourd'hui à Copanello Lido : l’Hotel Club Poseidon, le Villagio Club Cala Verde et l’Hotel Il Gabbiano,,.

## Économie

### Copanello Alto
À Copanello Alto se trouvait le Musée naturaliste Libero Gatti (ancien Motel Copanello) qui comprenait une collection de plus de 1000 coquillages allant de ceux qui mesuraient plus d'un mètre (pour les plus grands) à ceux qui mesuraient à peine un millimètre. À l'extérieur du musée avait été aménagé un petit jardin botanique accueillant de nombreuses variétés de plantes de la flore méditerranéenne ainsi qu'une pinède. Le musée ferme ses portes en 2011 à la suite de la mort du propriétaire, Libero Gatti.

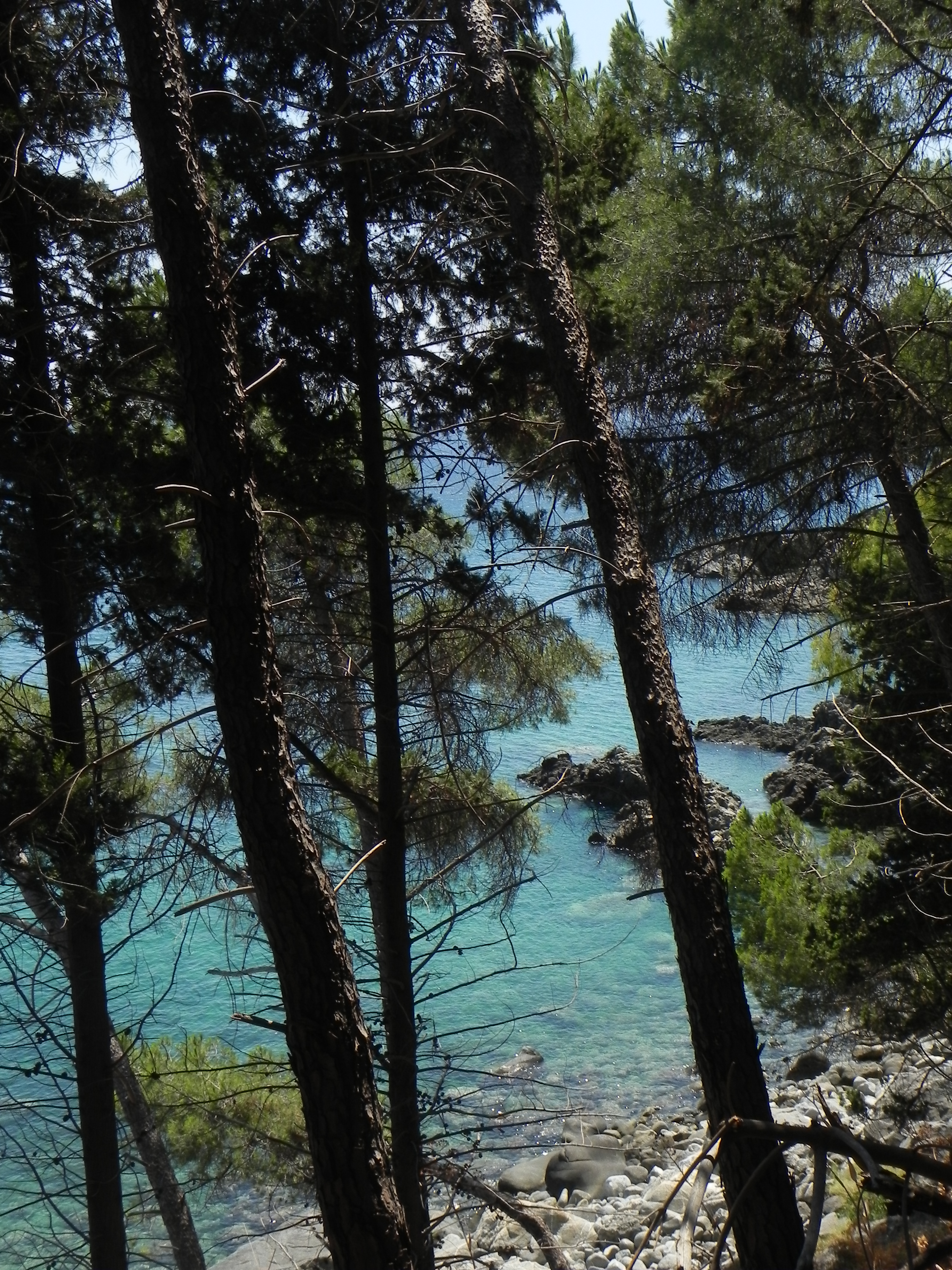
La pinède de l'ex-jardin botanique de Libero Gatti.
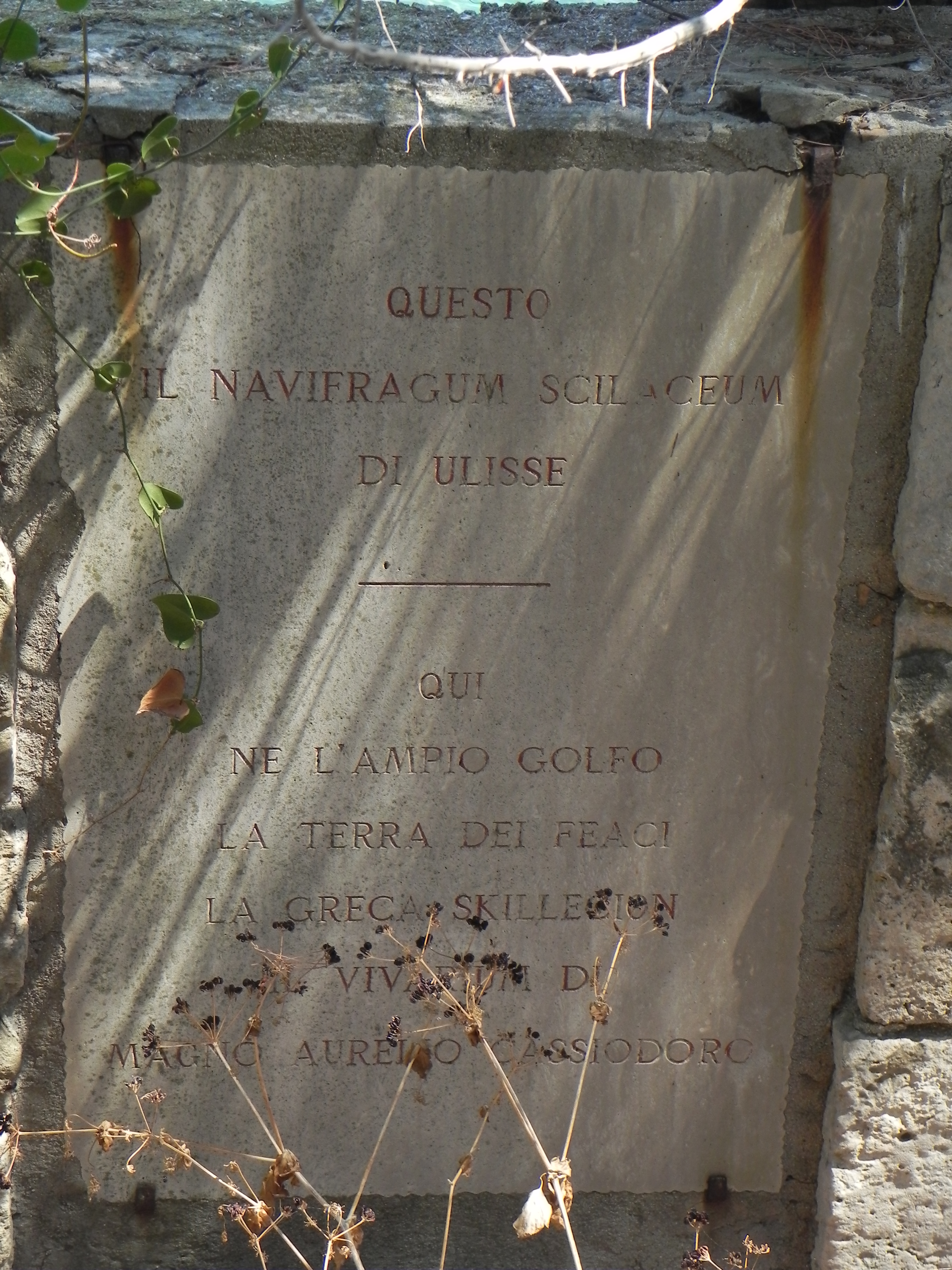
Stèle en honneur à Ulysse dans l'ex-jardin botanique.
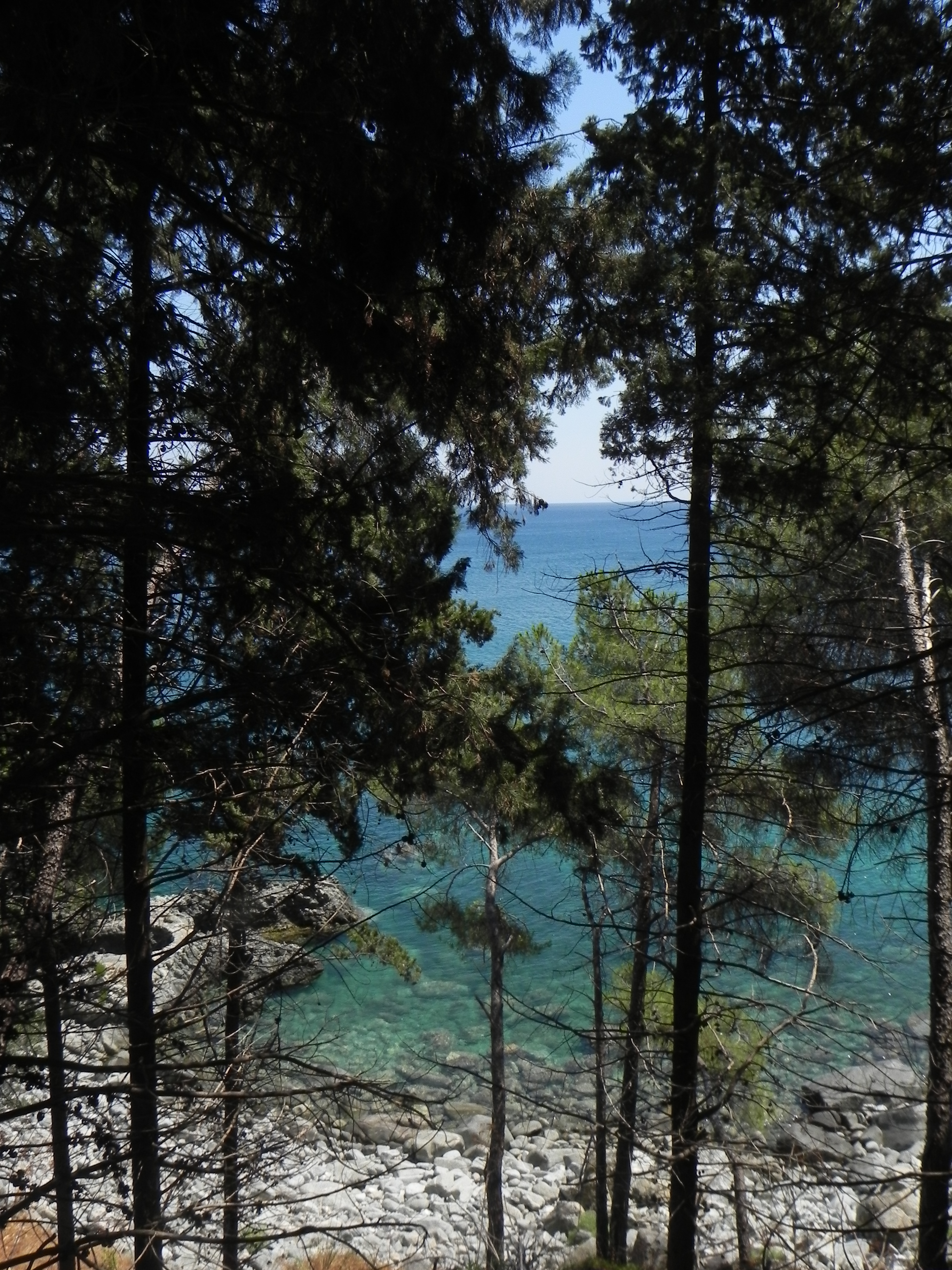
La pinède et les Vasche de Cassiodore au fond.
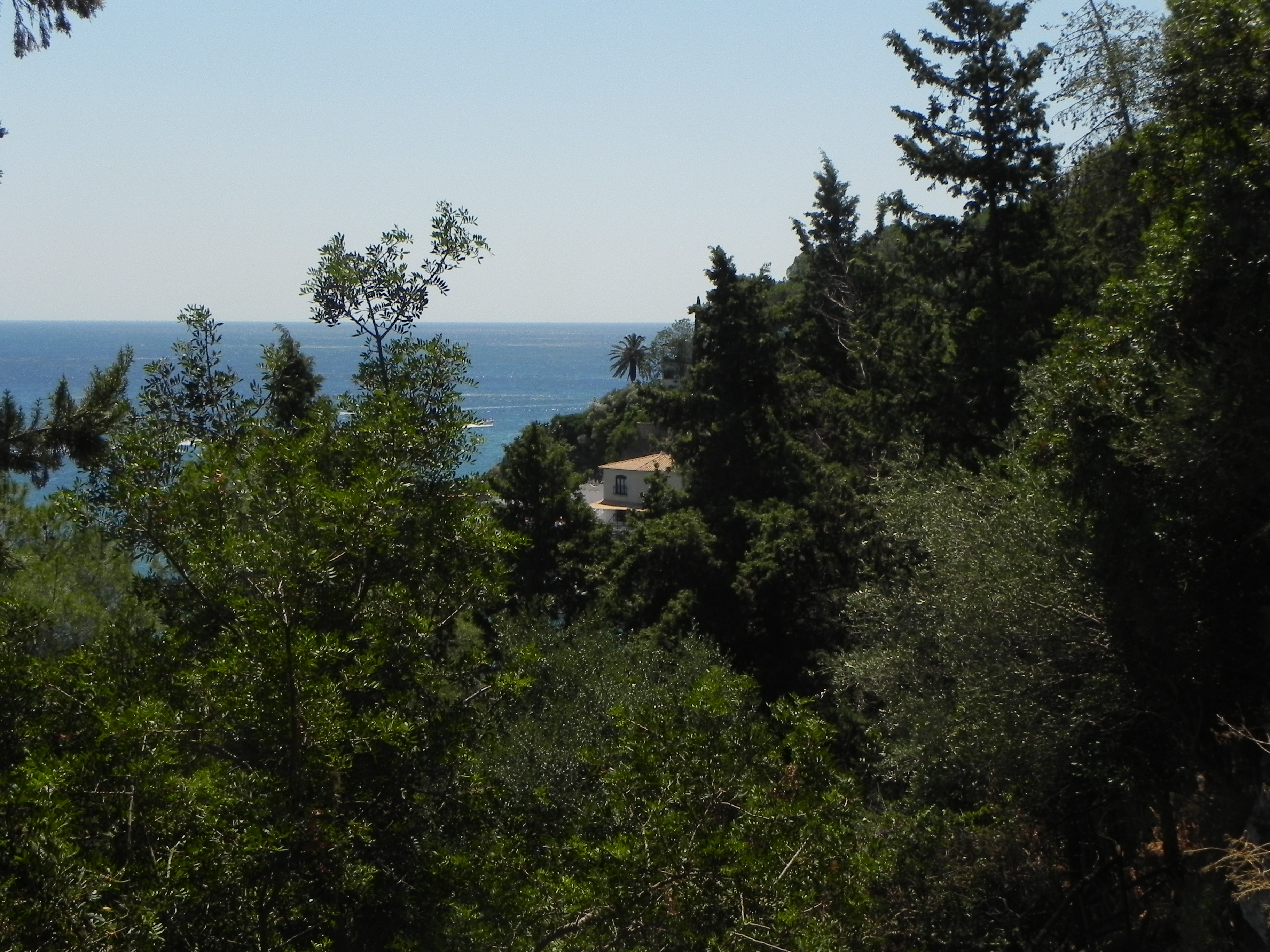
Vue du Bilbò depuis la pinède.

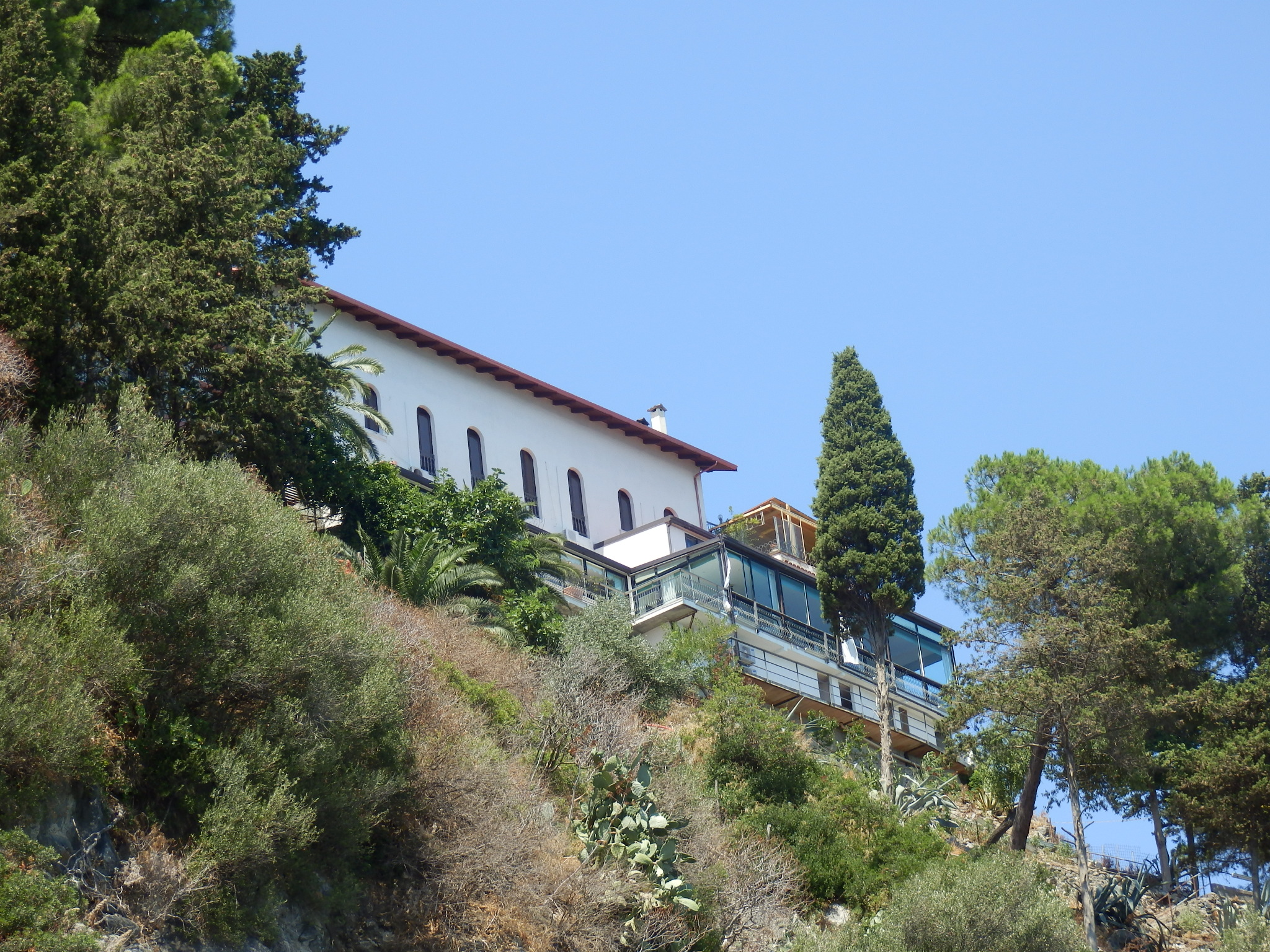
Le Terrazze.

Il existe un hôtel à Copanello Alto, l’Hotel Conca d'oro, qui est ouvert depuis 1964. Il se trouve au numéro 1 de la Via Conca d'Oro, à proximité de la Route nationale 106 Jonica, et il comporte 30 chambres.
Accolé à l'ex-Musée naturaliste Libero Gatti, le restaurant Le Terrazze donne sur la Piazza Giovanni Falcone, il appartient aujourd'hui à la famille Marincola.
Le long de la Route Provinciale 52 en direction du bourg de Staletti se trouve l’Hotel Residence Copanello.
Au no 9 du Piazzale Marincola se trouve l'hôtel Hamilton House qui donne du côté est sur les Vasche de Cassiodoro. À l'intérieur de celui-ci est ouvert un restaurant, le Luna Restaurant.
Il existe à Copanello Lido une petite gare ferroviaire. Elle se trouve sur les lignes 397-A (de Catanzaro à Catanzaro en passant par Squillace et Girifalco), 400-A (de Gasperina à Catanzaro) et 400-B (de Gasperina à Catanzaro).

### Copanello Lido
Plusieurs complexes hôteliers sont présents à Copanello Lido :
- Le Villagio Guglielmo, sur la piazza Susanna et la via Lucifero[74].
- L’Hotel Club Poseidon, sur la via Lido[66].
- Le Villagio Club Cala Verde, dans la partie nord de Copanello, à proximité du pont et de l'embouchure du fleuve Alessi et avec une entrée sur la via Lido[67].
- L’Hotel Il Gabbiano, sur la via Lido[68].

Une pharmacie est ouverte à Copanello Lido, la pharmacie Dispensario Marino Giuseppe qui se situe sur la piazza Antonio Susanna, en face du Villagio Guglielmo.
Une base logistique et opérative de l'Arme des Carabiniers ainsi qu'un centre balnéaire de la Police nationale italienne, chacun d'eux possédant une plage privée, sont présents sur la via Lido,.
En 1972 est inaugurée la torréfaction de la société Guglielmo Caffè (qui se trouvait auparavant à Catanzaro) dont la construction avait débuté en 1968. Le café produit à Copanello Lido par cette marque est aujourd'hui vendu dans 9 pays (l'Italie, les États-Unis, le Portugal, la Belgique, l'Allemagne, la République tchèque, la Corée du Sud, la Suisse et la Lettonie) et la direction est aujourd'hui occupée par le gendre et les neveux de Guglielmo Papaleo, fondateur de la société : Roberto Volpi, Daniele Rossi et Matteo Tubertini.
À proximité des ateliers de torréfaction Guglielmo Caffè et du Casino Pepe se trouve une vieille cimenterie abandonnée, se composant de deux tours, ayant appartenu autrefois à la société Calcementi Calabri. Le dernier propriétaire de la cimenterie est Stefano Siracusa, responsable de la société Italtractor en Italie du Sud, qui l'avait rachetée à la société Zoppas de Pordenone. Celui-ci avait pour projet de raser la cimenterie de Copanello pour y construire un village de vacances, mais son idée fut refusée par la commune de Stalettì.
Une joaillerie spécialisée dans la vente de bijoux en corail est ouverte à Copanello Lido depuis 1986 par la famille Sansone (famille noble sicilienne ayant porté le titre de duc), la bijouterie Anna dei Coralli.
Il existe à Copanello Lido une petite gare ferroviaire. Elle se trouve sur les lignes 389 (de Catanzaro à Soverato Marina), 401-B (de Soverato à Palermiti) et 403-A (de Chiaravalle Centrale à Catanzaro).

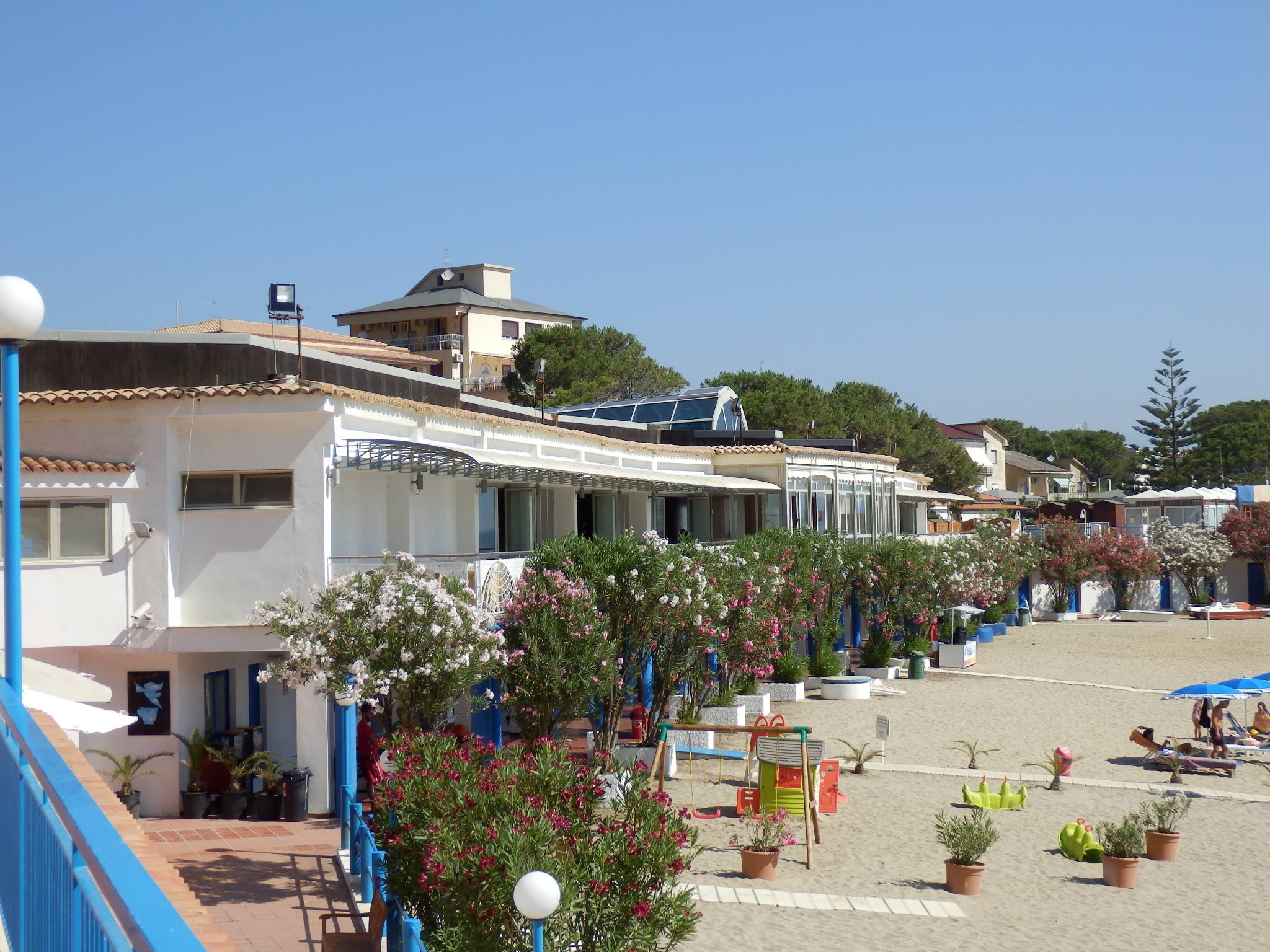
Le Lido de Guglielmo.
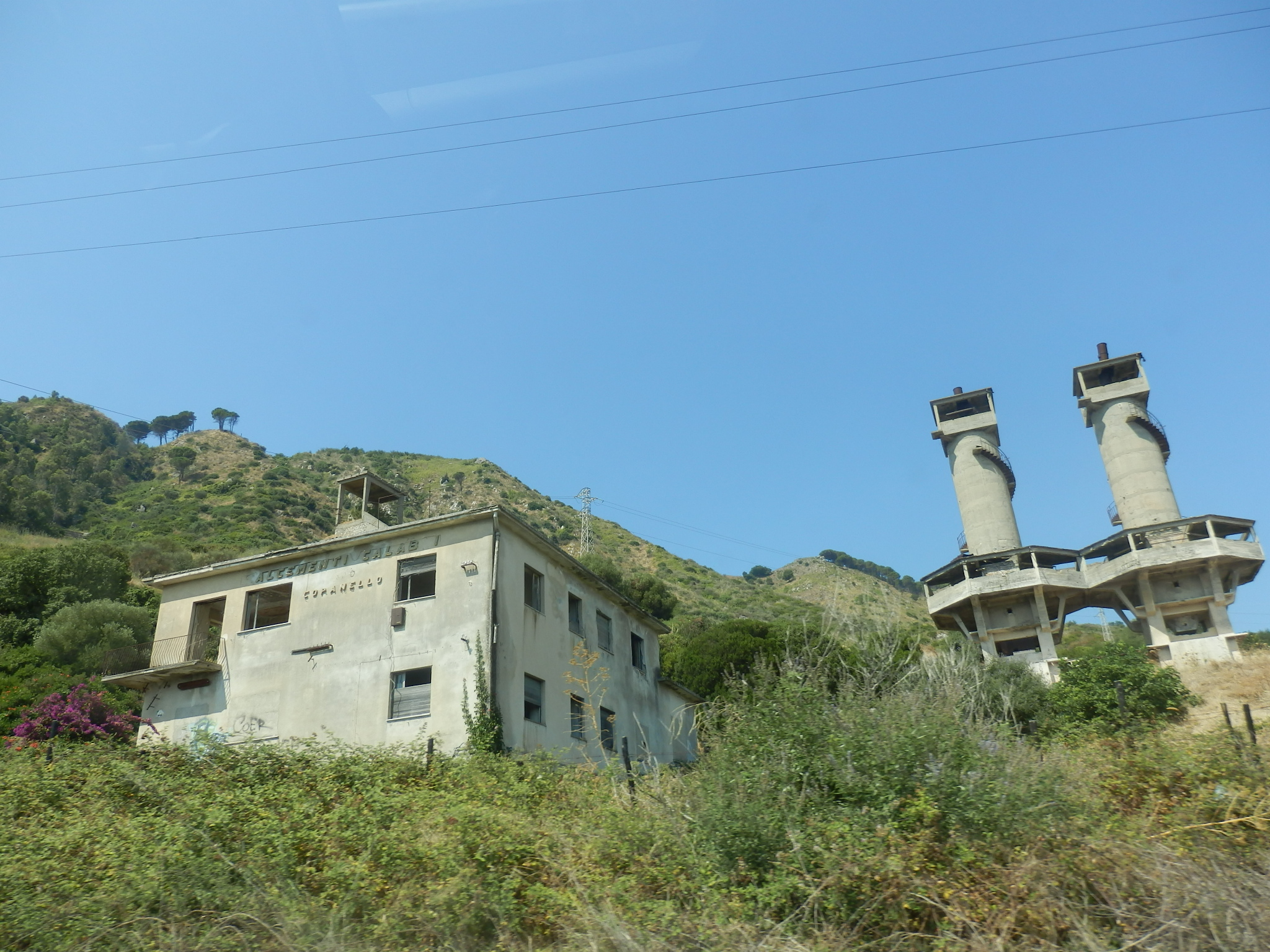
La cimenterie abandonnée de Copanello.
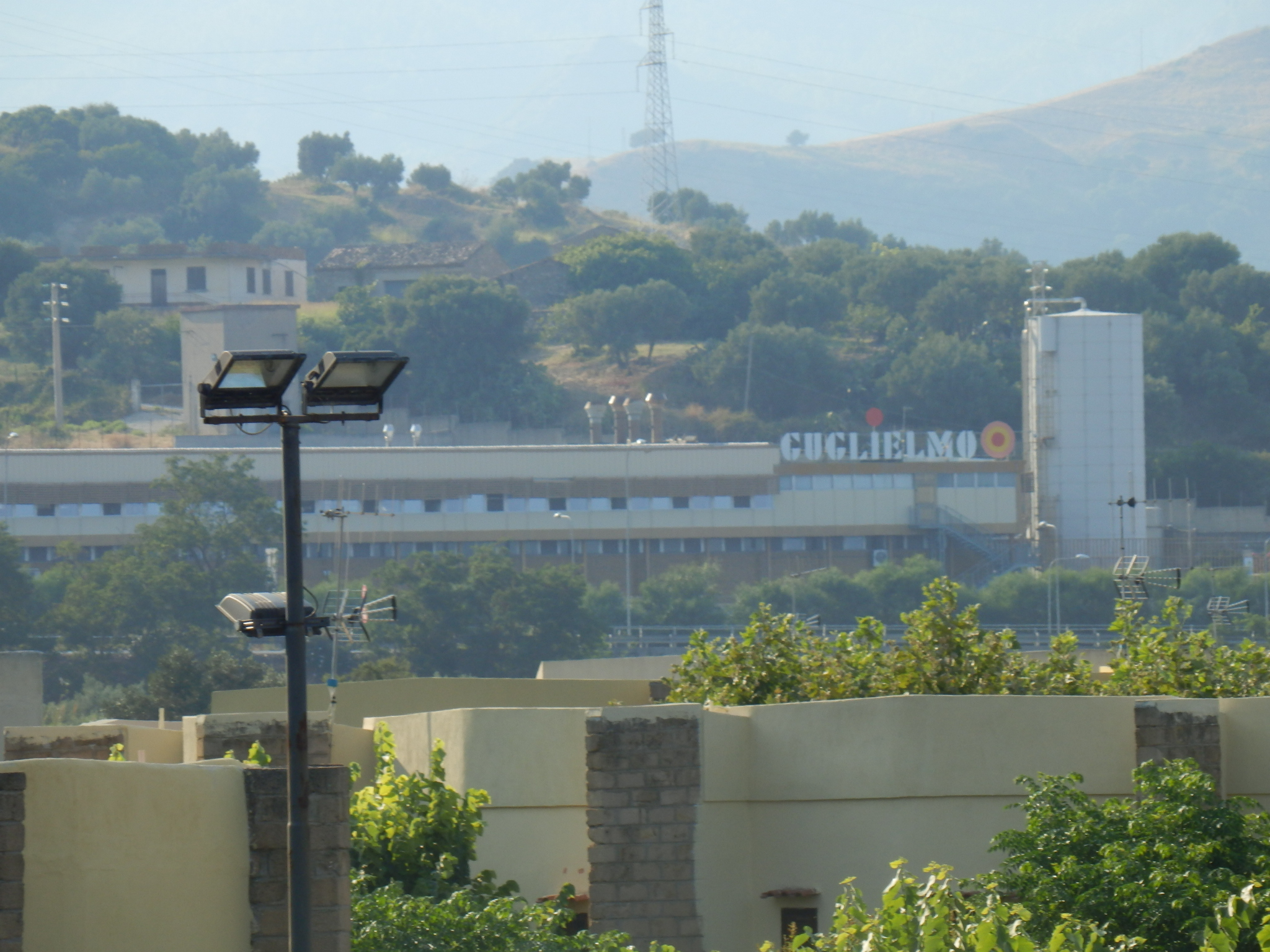
Torréfaction du Guglielmo Caffè.
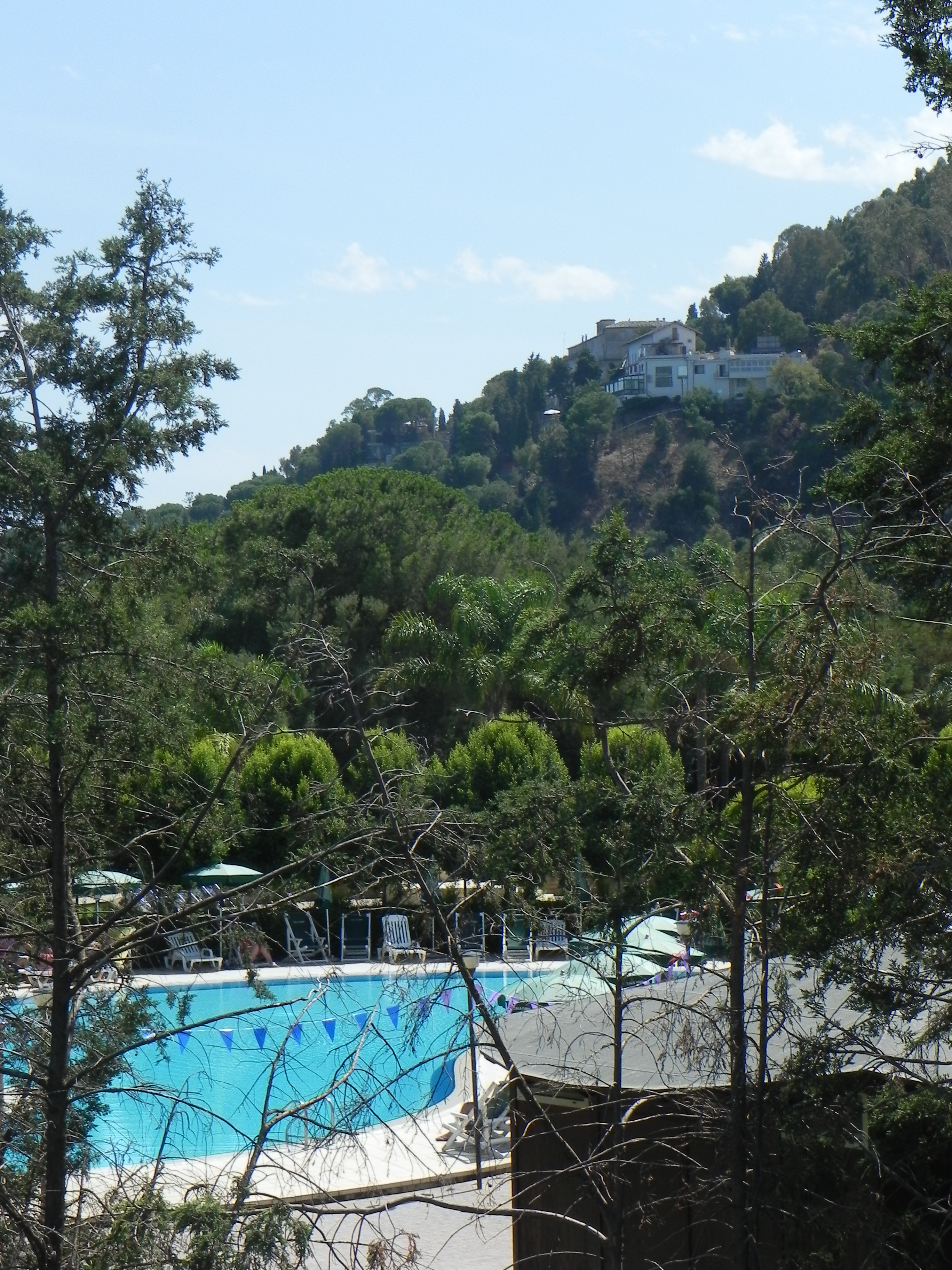
Le Villagio Club Cala Verde.

## Culture

### Gastronomie

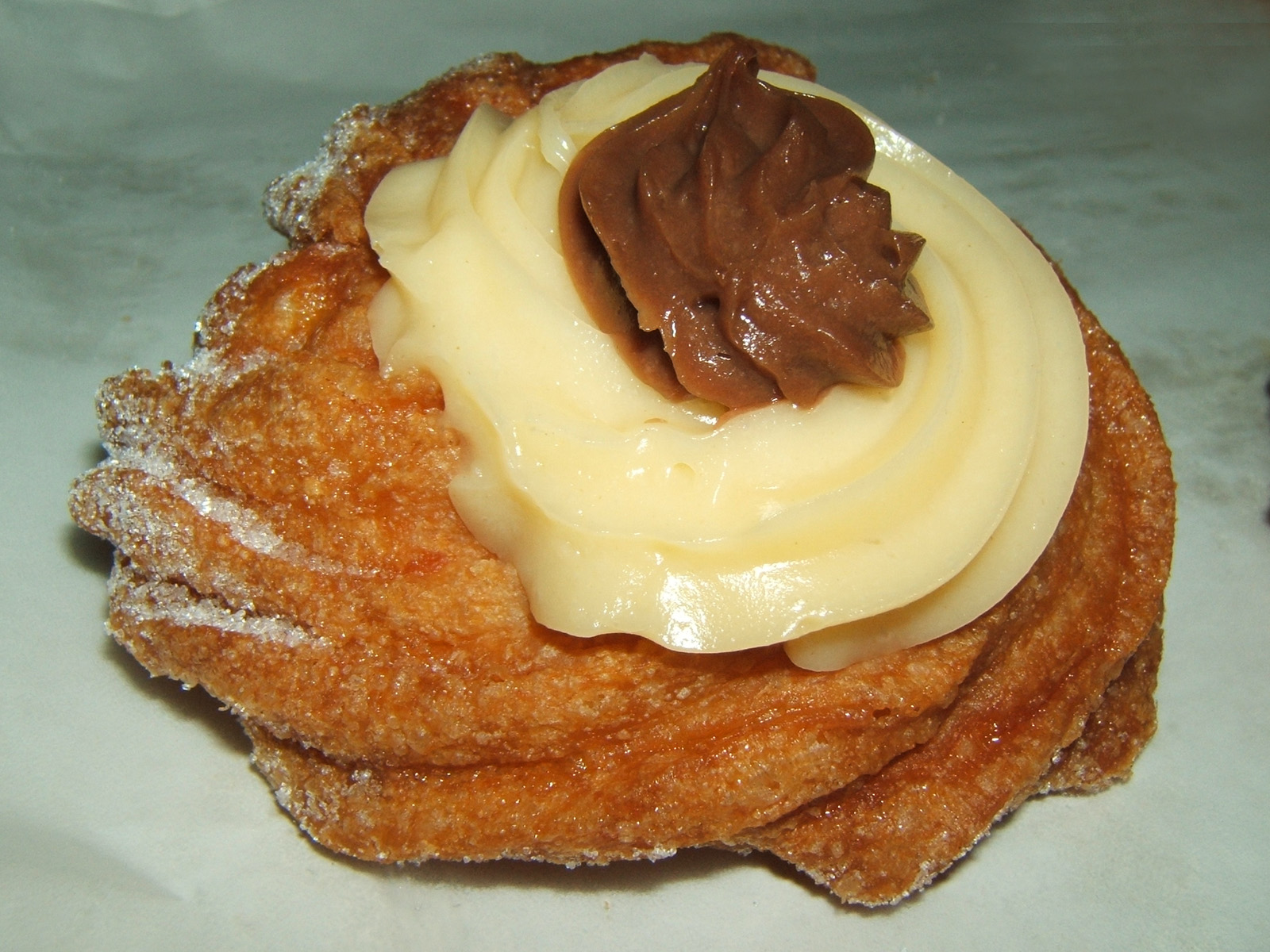
Une zeppola.

Le patrimoine gastronomique de Copanello est commun à celui de la commune de Staletti.
Celui-ci se compose principalement de plusieurs types de pâtes endémique de la Calabre : les scilatelle (pâtes ressemblants au trofie de Ligure), les pâtes au fenouil sauvage et les pâtes aux brocolis.
Les plats à base de viande sont aussi très présents avec les œufs aux frisulimiti (les frisulimiti sont des pâtés de cochons calabrais) et la ′nduja vajanata (type de saucisse piquante fabriqué seulement dans la zone de Staletti).
Les pâtisseries font aussi partie de l'alimentation typique de la commune avec les zeppole (pâtisserie à base d’œuf frit avec de l'amarena, du chocolat ou de la crème pâtissière) et les cuzzupe (pâtisserie feuilletée avec des œufs durs incrustés dedans).

### Événements

#### Fêtes religieuses
Plusieurs fêtes populaires et religieuses ont lieu à Copanello et dans la commune de Staletti. La principale est la fête de San Gregorio, en honneur au saint patron de Staletti : Grégoire le Thaumaturge, qui est fêté chaque année le 13 mai et le 17 novembre. La fête consiste en une procession durant laquelle est portée la statue de San Gregorio depuis le Couvent de Staletti jusqu'à Copanello Lido avant d'être amenée par voie maritime à la frazione voisine de Caminia. Roch de Montpellier, appelée San Rocco en italien, est le co-saint patron de la commune et il est célébré le 16 août lors de la fête de San Rocco qui consiste en une procession religieuse dans les rues du bourg de Staletti,.
Le 15 août de chaque année, un jour avant la fête de San Rocco, a lieu le Ballo del Ciuccio à Staletti tandis que du 15 jusqu'au 17 novembre a lieu la Fiera di San Gregorio, foire en honneur au saint patron.

#### Trophées de boxe

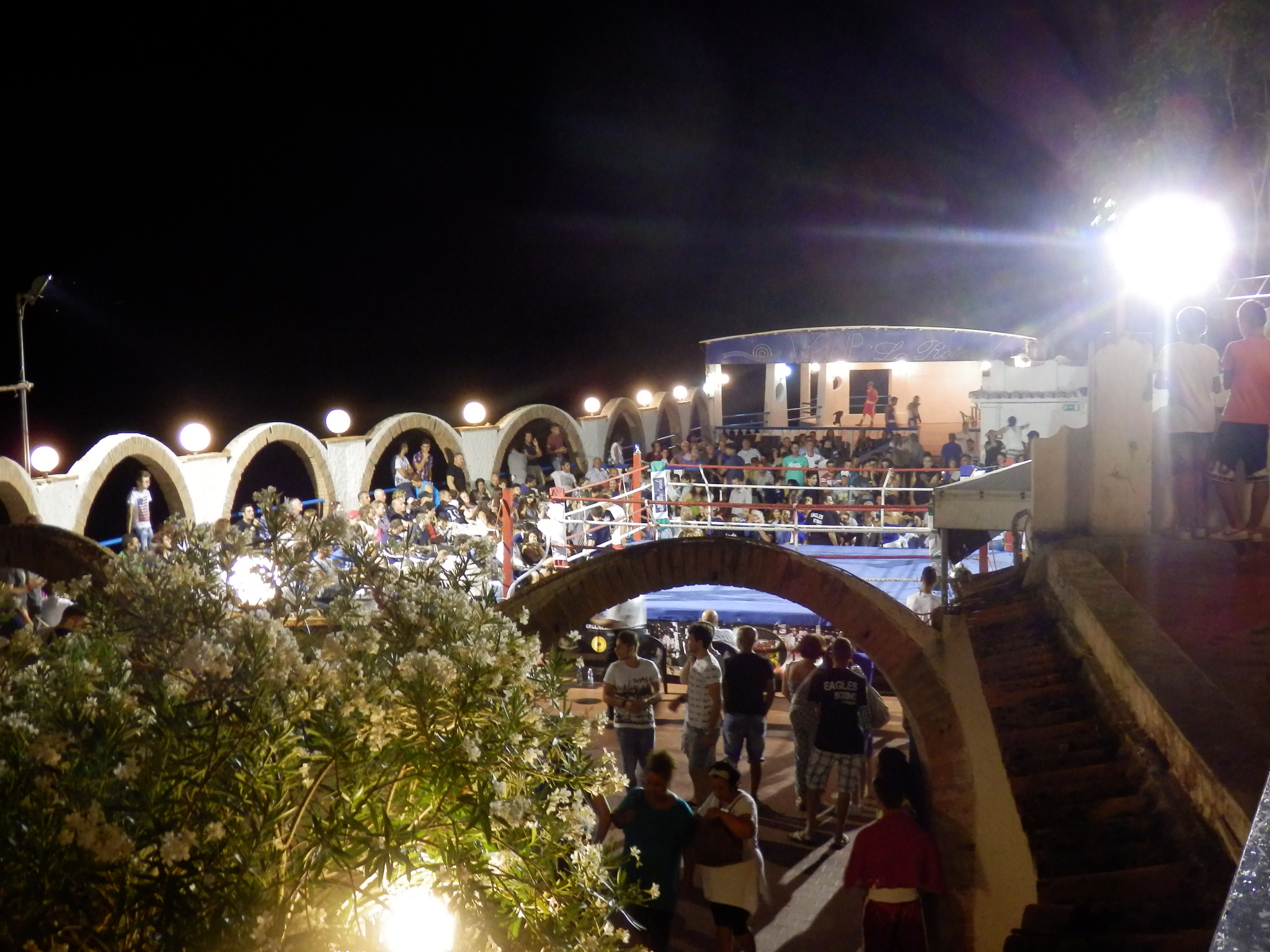
Le 5e Trophée de Boxe « Guglielmo Papaleo ».

Chaque année depuis 2011 a lieu à Copanello Lido le Trophée de Boxe « Guglielmo Papaleo » (en italien : Trofeo di Pugilato « Guglielmo Papaleo »). Celui-ci consiste en un affrontement interrégional à la fois masculin et féminin de boxe américaine sur la Rotonda (appartenant à la société Guglielmo Caffè). Il a été créé par Daniele Rossi, chef d'entreprise du Guglielmo Caffè, qui l'a nommé ainsi en honneur de son grand-père, fondateur de la société.
Le 1er Trophée de Boxe « Guglielmo Papaleo » a lieu le 29 août 2011 aux alentours de 21 heures. Il voit s'affronter des boxeurs de Calabre, des Pouilles et de Sicile.
Le 29 juillet 2012 a lieu le 2e Trophée de Boxe « Guglielmo Papaleo ». Il voit s'affronter des boxeurs originaires aussi bien de la Calabre (de Catanzaro, de Lamezia Terme, de Cropani, de Chiaravalle Centrale, de Montepaone et de San Vito sullo Ionio) que des Pouilles et de la Sardaigne.
Le 3e Trophée de Boxe « Guglielmo Papaleo » a lieu le 5 août 2013. Il voit s'affronter des boxeurs provenant de la Calabre, de la Campanie et de la Sicile.
Le 27 juillet 2014 a lieu le 4e Trophée de Boxe « Guglielmo Papaleo ». Il voit s'affronter des boxeurs originaires de Calabre (de Catanzaro, de Lamezia Terme et de Cropani), de Naples, de Tarente et de Bari. Pour la première fois dans l'histoire du Trophées, un boxeur de renom international est invité : le boxeur Patrizio Oliva, champion olympique de boxe en 1980 à Moscou,.
Le 5e Trophée de Boxe « Guglielmo Papaleo » a lieu le 26 juillet 2015. Il voit s'affronter des boxeurs provenant de la Calabre (de Catanzaro, de Reggio de Calabre et de Crotone), du Latium, de la Campanie (de Naples), des Pouilles (de Tarente) et de la Sicile (de Catane). Cette année, l'invité spécial est Clemente Russo, champion du monde de boxe à deux reprises (en 2007 et en 2013), qui monte sur le ring au côté de Daniele Rossi ainsi que de la maire de Staletti, Concetta Stanizzi, et du maire de Soverato, Ernesto Alecci,.

## Patrimoine

### Faune et flore

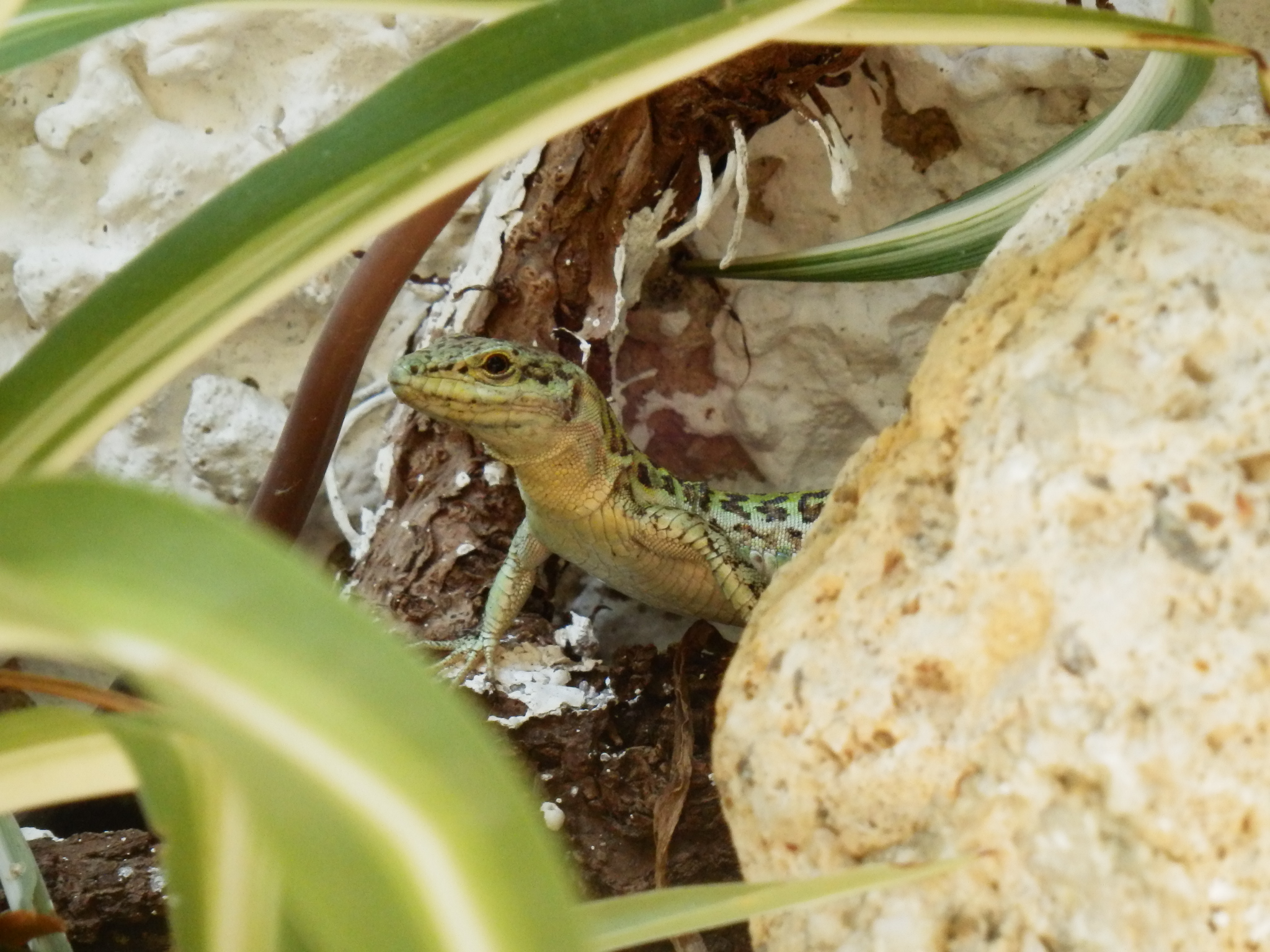
Un lézard podarcis sicula à Copanello Lido.

L'écosystème de l'embouchure du fleuve Alessi comprend de nombreuses espèces d'amphibiens (des grenouilles et des crapauds), de rongeurs (principalement des myomorphes : des souris et des rats) et d'insectes (des libellules, des mouches, des moustiques, des abeilles et des guêpes). À la surface de l'eau de l’Alessi sont aussi présentes des gerridés lacustres et des lentilles aquatiques.
Les plantations de cannes ainsi que les ronces occupent une grande partie du territoire de Copanello. Ceux-ci offrent une protection aux oiseaux aquatiques tels que les martins-pêcheurs ou les canards. La faune locale comprend aussi des grenouilles, des crapauds, des lézards (surtout des podarcis sicula), des mulets à grosse tête et des libellules tout comme différentes espèces d'oiseaux telles que des corbeaux, des tourterelles, des bergeronnettes grises et des goélands, ainsi que des chauves-souris.
Sur la plage vivent divers organismes halophiles (organismes s'accommodant de fortes concentrations en sel) tels que des panicauts maritimes, du lis maritime, des tamarix, de la criste marine et des salsolas.
La partie ouest de Copanello Lido est occupée par de nombreux champs d'oliviers tandis que les alentours de Copanello Alto ainsi que le sud-ouest de Copanello Lido comprennent par des terrains rocailleux sur lesquels poussent divers types de conifères,.
Sur presque tout le territoire de Copanello, plusieurs espèces de cactus ainsi que des figuiers de Barbarie sont aussi présentes, tout comme de nombreux lauriers-roses.

### Récif de Copanello

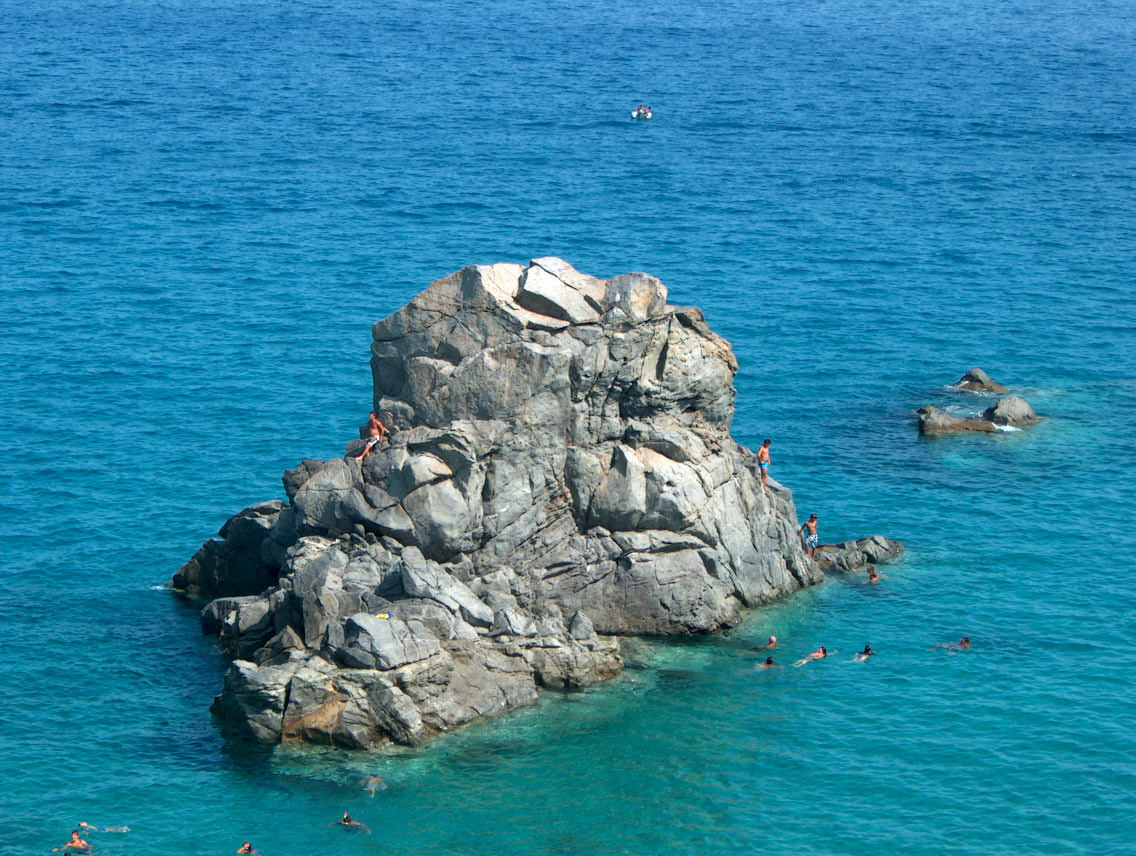
Rocher la Pietra Grande.

Le récif de Copanello (Scogliera di Copanello en italien) démarre au sud de la plage de Copanello Lido, à la fin du Lido Guglielmo (cette partie du récif s'appelle la Punta Cardillo). Il longe une grande partie de la côte maritime de la commune de Staletti et se termine après la Grotte de San Gregorio dans la frazione de Caminia. Il passe donc au pied de la Coscia de Staletti, sous Copanello Alto, là où se trouvent les Vasche di Cassiodoro. Le récif se compose principalement de roche ignée et métamorphique.
À la fin de la Seconde Guerre mondiale, le géomètre Giovanni Gatti participe, au nom de la société Guglielmo Caffè et de l'Organisation Provinciale pour le Tourisme, à la construction sur le récif de la Rotonda à Copanello Lido et d'un tremplin aujourd'hui détruit. Un chemin bétonné reliait à l'époque les Vasche di Cassiodoro à Copanello Lido.
À un peu plus d'un kilomètre des Vasche di Cassiodoro, en face de la frazione de Caminia et du récif de Copanello, se trouve le rocher la Pietra Grande (Scoglio la Pietra Grande en italien), haut de plus de 13 mètres. C'est depuis ce rocher qu'ont eu lieu, pendant deux années consécutives, les Championnats Mondiaux de Plongeons de hauteur.

### Vestige du monastère de Vivarium

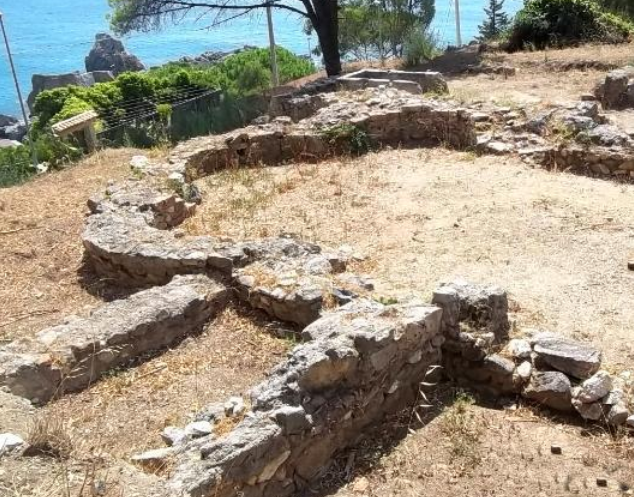
Chapelle San Martino.

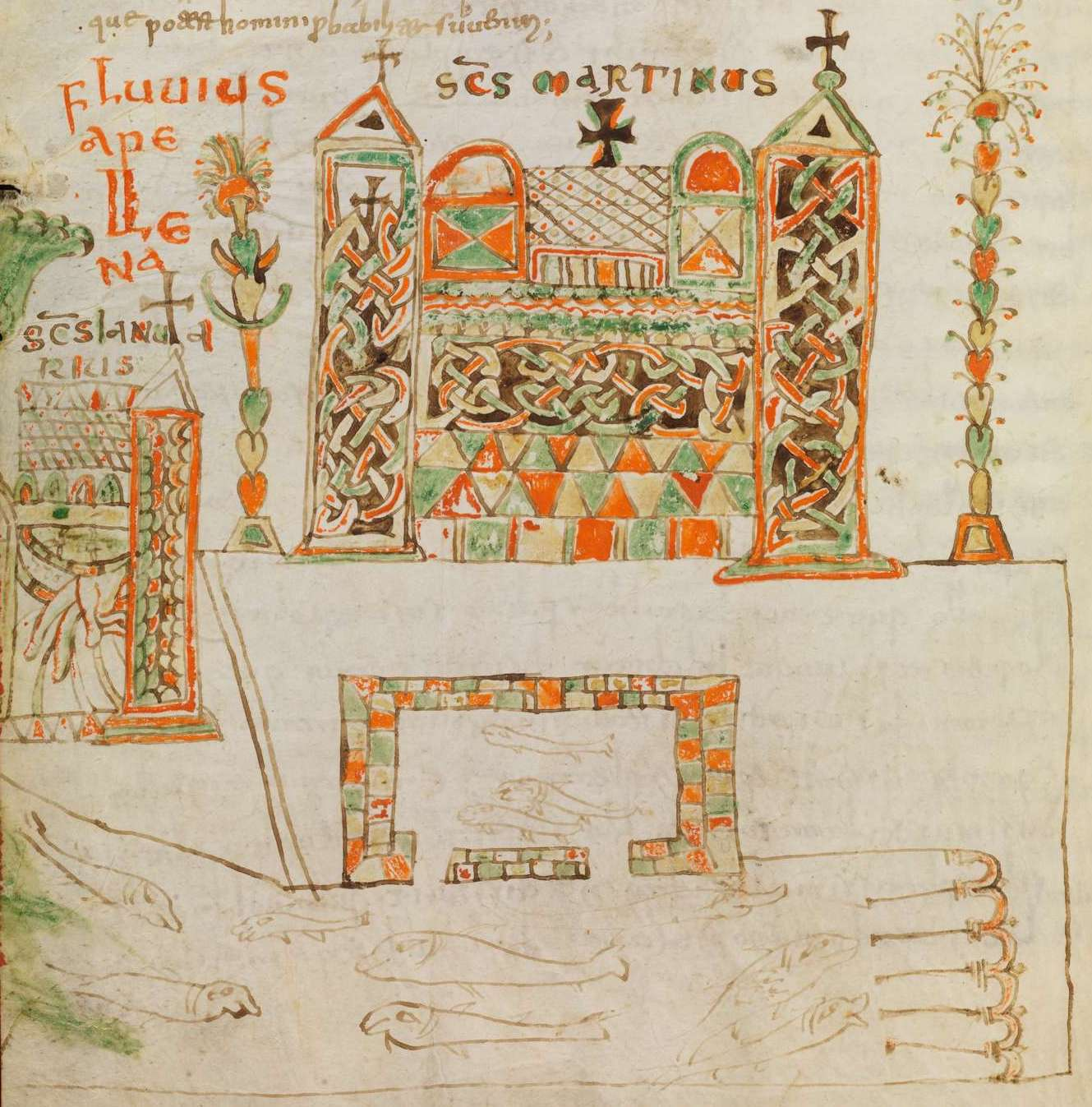
Miniature du monastère de Vivarium du VIII.

Le monastère de Vivarium était un monastère calabrais, fondé entre 535 et 555 par Cassiodore. Il doit son nom aux viviers marins (aujourd'hui Vasche di Cassiodoro) que le fondateur du lieu avait fait aménager au pied du monastère. Celui-ci, outre le bâtiment principale, qui comprenait une bibliothèque, était accolé à une église nommée chapelle San Martino (Capella di San Martino en italien).
Dès les années 1880, l'archéologue François Lenormant avait situé le monastère de Vivarium dans l'espace compris entre le bourg de Stalettì et la mer, soit aux alentours de Copanello Alto. En effet, Cassiodore décrivait son monastère comme situé dans une zone rocheuse et escarpée, ce qui empêchait de le localiser entre l'embouchure du fleuve Alessi et Catanzaro Lido, car la côte n'y était composée que d'une longue plage de sable. Le seul emplacement probable était donc la côte maritime de Stalettì.
En 1938, l'historien français Pierre Courcelle découvre les vestiges d'une ancienne chapelle paléochrétienne à Copanello Alto. Il suppose alors que celle-ci serait la Chapelle de San Martino, seul vestige encore existant de l'art paléochrétien en Calabre, qui était accolée au monastère de Vivarium construit par Cassiodore entre 535 et 555,,. Il suppose aussi que le Monastère de Vivarium serait situé à l'emplacement de ce qui était alors la Casa Falcone (ancienne Casa Fazzari et plus tard Motel Copanello avant de devenir le Musée naturaliste Libero Gatti).
La Chapelle de San Martino est un petit édifice composé d'une nef se terminant par une abside trilobée (abside possédant un lobe sur chaque côté sauf sur celui où elle est en contact avec la nef) accolée à une pièce trapézoïdale dans laquelle se trouvait un sarcophage portant des inscriptions en grec ancien et qui a été longtemps confondu avec la tombe de Cassiodore.
Les Vasche di Cassiodoro ou Vasche di Copanello sont un ancien site romain d'aquaculture situé en bord de mer et au pied de Copanello Alto. Elles sont accessibles par un chemin descendant de Copanello Alto ou par un autre chemin, aujourd'hui en mauvais état, longeant la côte depuis Copanello Lido. Elles furent construites au VIe siècle par Cassiodore pour servir de viviers et elles se composent de trois bassins naturels côte à côte. Leur taille varie en allant de 10 à 12 mètres de long, de 4 à 5 mètres de large et entre 1,50 et 2,50 de profondeur en moyenne. C'est avec Pierre Courcelle que les Vasche de Cassiodoro sont définitivement reconnues comme les viviers de Cassiodore, car elles avaient été auparavant situées aux alentours des Grottes de San Gregorio, dans la frazione de Caminia de Stalettì.
La fontaine Aréthuse (Fonte Arethusa en italien) est une source d'eau anciennement située sur les terres de Cassiodore. Son existence est parvenue jusqu'à nos jours grâce à une lettre adressée par Cassiodore, au nom du roi Athalaric, à Sévère, corrector de la Lucanie et du Bruttium, où il se plaint de paysans ayant dérobé des chevaux à un voyageur important du nom de Nymphadius. Dans les années 1930, l'historien français Pierre Courcelle situe la fontaine à l'emplacement de l'actuelle Fontana di Cassiodoro (Fontaine de Cassiodore en français) qui est accolée au Casino Pepe, dans la partie ouest de Copanello Lido, à proximité de l'ancienne voie romaine Via Grande. La fontaine ne possède plus son aspect d'origine, car elle a été transformée en un monument rustique au XVIIe siècle.